# アテネ
アテネ（現代ギリシア語: Αθήνα、現代ギリシア語ラテン翻字: Athína [aˈθina] ( 音声ファイル)、カサレヴサ: Ἀθῆναι、カサレヴサラテン翻字: Athinai、古代ギリシア語: Ἀθῆναι、古代ギリシア語ラテン翻字: Athēnai）は、ギリシャ共和国の首都で同国最大の都市である。

## 概要
アテネはアッティカ地方にあり、世界最古の都市の一つで約3,400年の歴史がある。古代のアテネであるアテナイは強力な都市国家であったことで知られる。芸術や学問、哲学の中心で、プラトンが創建したアカデメイアやアリストテレスのリュケイオン があり、西洋文明の揺籃や民主主義の発祥地として広く言及されており、その大部分は紀元前4-5世紀の文化的、政治的な功績により後の世紀にヨーロッパに大きな影響を与えたことが知られている。今日の現代的なアテネは世界都市としてギリシャの経済、金融、産業、政治、文化生活の中心である。2008年にアテネは世界で32番目に富める都市に位置し、UBSの調査では25番目に物価が高い都市 に位置している。
アテネ市の人口は655,780人（2004年は796,442人）、市域面積は39 km2 (15 sq mi) である。アテネの都市的地域（大アテネや大ピラエウス）は市域を超えて広がっており、人口は2011年現在3,074,160人に達し、都市的地域の面積は412 km2 (159 sq mi) である。ユーロスタットによれば大都市圏地域（Larger Urban Zones,LUZ） (en) の人口は欧州連合域内では7番目に大きい。
古典ギリシアの文化的遺産は今でもはっきりとしており、多くの古代遺跡や芸術作品が象徴している。もっとも有名で代表的なものにはパルテノン神殿があり初期の西洋文明の鍵となるランドマークと見なされる場合もある。アテネにはローマ帝国支配下のギリシャや東ローマ帝国の遺跡もあり同様に少数のオスマン帝国の遺跡も残されているなど、何世紀にもわたる長い歴史を投影するモニュメントとなっている。アテネには2つのユネスコの世界遺産がありアテナイのアクロポリスと中世のダフニ修道院がそうである。現代のランドマークはギリシアが1833年に独立国となりアテネが首都になった以降に建設された国会議事堂や「三部作」（Trilogy）と呼ばれるギリシア国立図書館、アテネ大学、アテネアカデミーが含まれる。アテネでは、最初の近代オリンピックである1896年夏季大会と、その108年後に開催された2004年夏季大会の、2度のオリンピックが開催され、1906年には非公式ではあるもののオリンピック特別大会も開催された。アテネにはアテネ国立考古学博物館があり、世界最大の古代ギリシアの遺品の収蔵を特徴とし新しい2008年に完成したアクロポリス博物館もある。ギリシャ正教会の首長であるアテネ大主教が所在し、精神的な中心地でもある（ギリシャ正教会は正教会に属し、クレタ島を除くギリシャ一国を管轄する）。正教会の定めるアテネの守護聖人は、ディオニシオス・オ・アレオパギティス、イェロテオス、フィロセイ。1985年には欧州文化首都に選ばれた。

## 名称

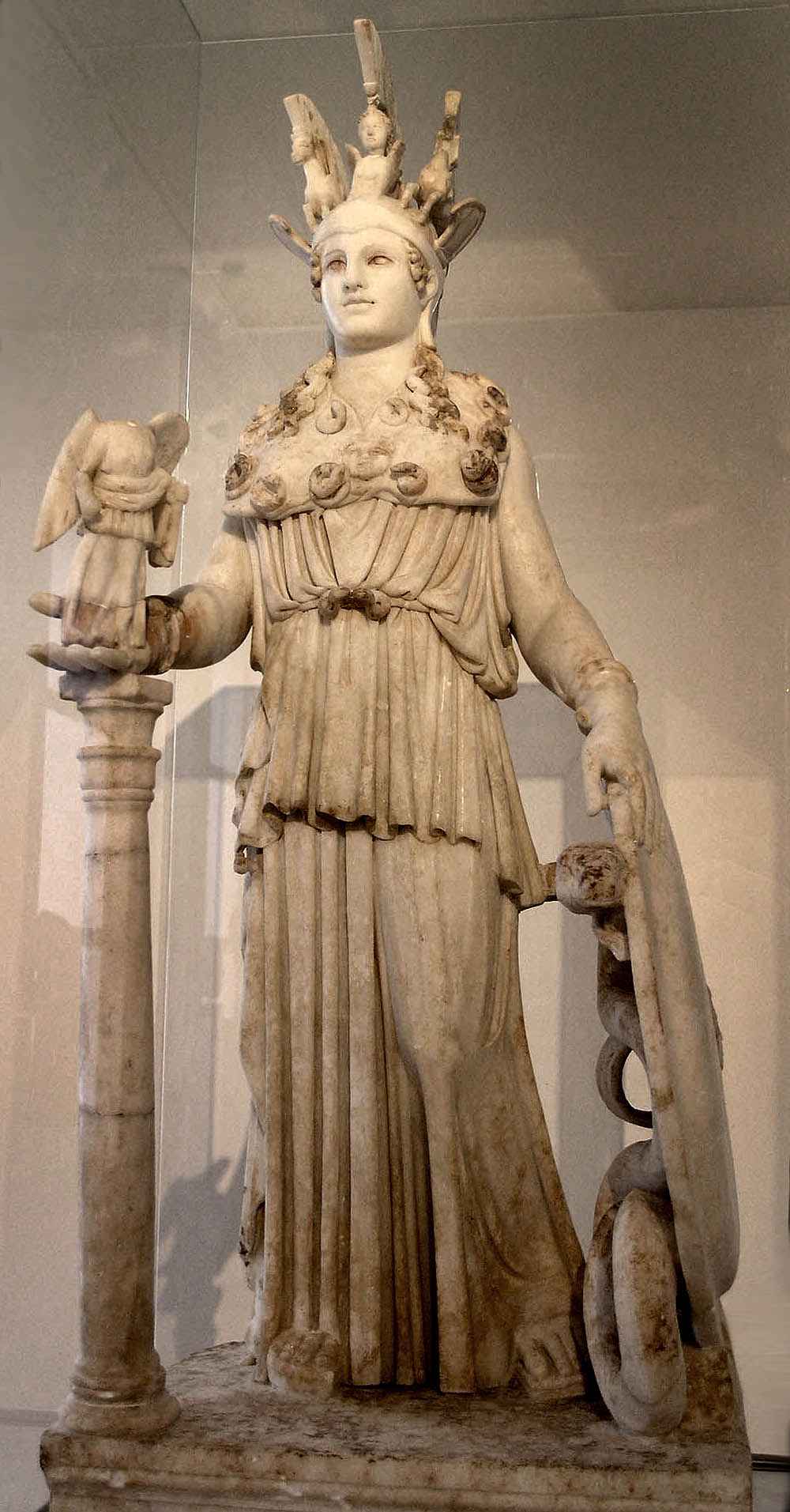
アテネの守護神であるアテナ

古代ギリシア語では、アテネ市は Ἀθῆναι アテーナイ（古代ギリシア語ラテン翻字: Athēnai [a.tʰɛ̂ː.nai̯]）と呼ばれていた。このアテーナイは複数形であり、単数形の Ἀθήνη アテーネー（Athēnē）はホメロスの詩文など古代ギリシア語以前（en）にみることができるが、のちに Θῆβαι テーバイや Μυκῆναι ミュケーナイ同様複数形に変わった。アテネの語源はおそらくギリシア語でも印欧語系でさえもなく、この都市と常に結びついている女神アテナの語源がそうであるように、アッティカ地方にギリシア語が入り込む以前に存在した言語（en）に遡ると考えられている。中世にはこの都市の名前はふたたび単数形の Ἀθήνα となり、以来一貫してこの名が用いられてきたが、書き言葉では古体が尊ばれたため、1970年代にカサレヴサ（文語）の使用が停止されるまで同市の公式名称は Ἀθῆναι アシネ（[aˈθine]）であった。カサレヴサ廃止以降は Ἀθήνα アシナとなり現在に至る。
また、かつて19世紀には上記とは異なる語源も唱えられた。ドイツの古典学者 Lobeck は「花」を意味する ἄθος （athos）ないし ἄνθος （anthos）をアテネの語源として提唱し、アテネの名を「花ざかりの都」と解したほか、同じくドイツの文献学者 Döderlein は動詞 θάω （thaō）「吸う」の語幹 θη- （thē-）を語源と考え、肥沃な土壌から滋養を汲み取ることに関連付けている。
アテネ市がアテネと呼ばれるようになった経緯を語る起源神話は古代のアテネ市民に広く知られており、パルテノン神殿の西面のペディメント彫刻のモチーフともなっている。智慧の女神アテナと海神ポセイドンはさまざまな諍いや争いを重ねるが、その1つがこの都市の守護神の座をめぐるものであった。人々を従わせようとポセイドンは三叉の槍（海軍力の象徴）で地を突き海水を湧き出させたが、アテナがオリーヴの木（平和と繁栄の象徴）を生い立たせると、国王ケクロプス以下の住民はオリーヴの木を択び、アテナの名を都市の名として押し戴いた。
アテネ市はギリシア語で τὸ κλεινὸν ἄστυ 「栄光の都」と呼ばれることがあるほか、単に η πρωτεύουσα 「首都」とも呼ばれる。文学的表現としては、古代ギリシアの詩人ピンダロスが ἰοστέφανοι Ἀθᾶναι と呼んで以来、「紫冠の都」（en:City of the Violet Crown）と呼び習わされてきた。

## 歴史

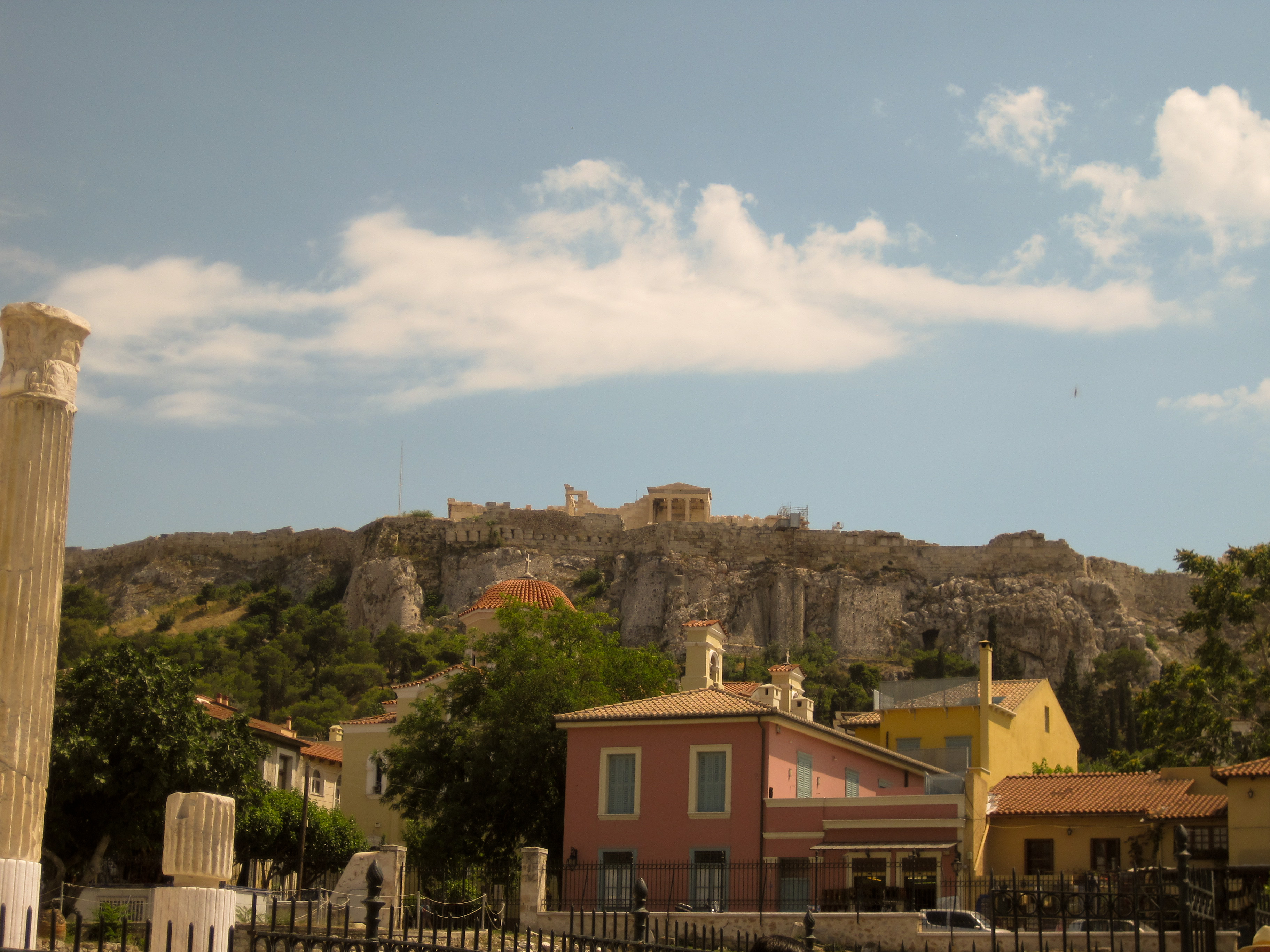
古代から近代までの変遷が収められた風景。アクロポリスの神殿と手前の円柱は古代を、丸屋根の教会は中世を、新古典様式の家々は近代を代表する。

現在のところ、アテネにおける最古の人類の痕跡は同市を象徴するアクロポリスの下部にあいた片岩地質（Athens Schist）の洞窟内から発見されたもので、時期は前6000年から前11000年と推定されている。アテネでは少なくとも7000年間継続して定住が行われている。前1400年にはこの地の集落はミケーネ文明における中心的地域の1つとなっており、アクロポリスはミケーネ市にとっての主要な砦であった。この砦の遺構は特徴的なキュクロプス式の城壁に今でもうかがうことができる。ミケーネやピュロスといったミケーネ文明の他の中心地と異なり、アテネが前1200年ごろ滅亡を被ったかどうかはわかっていない。東地中海全域を襲ったこの危機は、ミケーネ文明に関してはドリス人の侵略にその咎が帰せられることが多いが、アテネ人はドリス的要素の混ざらない純粋なイオニア人であることにこだわりつづけた。いずれにせよアテネも他の多くの集落同様に、以後150年ほど経済的停滞に沈んでいる。
鉄器時代に入ると、ケラメイコスの墓地をはじめとして多人数を収める墓地が少なからず設けられており、前900年以降アテネがギリシアにおける交易と繁栄の先進的中心地の1つとなっていたことがわかる。アテネの先進的地位は、ギリシア世界の中心に位置したこと、アクロポリスの砦を擁し防衛に優れたこと、海上交通の便が良いことから享受できたと考えられる。特に第3の点はテバイやスパルタといった内陸の競合相手に対し天与の利点となった。
前6世紀にはギリシア世界に広まった不穏な社会情勢からソロンの改革に至り、この改革は結果的に前508年のクレイステネスによる民主政の導入を招来した。この時期以降アテネは大艦隊を保有する一大海軍力となり、ペルシアの支配に抗するイオニア諸都市を支援することとなる。その後に勃発したペルシアとの戦争では、アテネはスパルタとともにギリシア諸都市の連合を率いて戦い、ついにはペルシアを撃退している（前490年のマラトンの戦い・前480年のサラミス海戦の勝利が決定的となった）。とはいえ、最終的に勝利こそしたものの、レオニダス1世麾下のスパルタ兵が英雄的に敗北した際と、ボイオティアとアッティカがともにペルシアの手に落ちた際との都合2度、アテネはペルシアによる占領と略奪を受けることを余儀なくされている。

ペロポネソス戦争勃発直前のデロス同盟（前431年）。

ペルシア戦争後の数十年は、民主政アテネの黄金時代（en）として知られる。前5世紀のこの時代、アテネは古代ギリシア世界の先頭を走り、さまざまな文化的達成は以後の西洋文明の礎となった。アイスキュロス、ソポクレス、エウリピデスといった劇作家、歴史家のヘロドトスとトゥキディデス、医師ヒポクラテス、哲学者ソクラテスがこの時期のアテネで活躍している。優れた指導者であったペリクレスは諸芸の振興と民主主義の庇護をこととしたが、この指導者のもとでアテネは野心的計画に乗り出し、パルテノン神殿をはじめとするアクロポリスの壮観と、デロス同盟を通じた帝国の樹立を見ることとなった。デロス同盟はもともとはペルシアへの抵抗を継続するギリシアの諸都市が相互に結んだ同盟関係というべきものであったが、ほどなくアテネの帝国的野望のための手段となった。このアテネの傲岸がもたらした緊張はペロポネソス戦争（前431年 - 前404年）の開戦を招き、宿敵スパルタに敗北したアテネはギリシアにおける覇権を失った。
前4世紀半ばには北方のギリシャ系国家であるマケドニア王国がアテネ周辺へも影響力を及ぼしはじめ、前338年にはピリッポス2世率いるマケドニア軍がアテネとテバイを中核とする都市同盟軍をカイロネイアの戦いで打ち破っている。この敗戦の結果アテネの独立には終止符が打たれることとなった。のち、ローマが地中海世界の覇権を握ると、アカデメイアに代表される市内の名高い学校のためアテネは自由都市の地位を与えられた。2世紀のローマ皇帝ハドリアヌスは図書館、競技場、水道橋（現役）、寺院など宗教施設をいくつかと橋を建設したほか、ゼウス神殿完成のため予算をつけている。
古代末にはアテネも衰退していく。東ローマ帝国の下でもしばらくは学芸の中心であったが、6世紀後半になるとスラヴ人やアヴァール人の侵略を受けるようになり、529年にキリストの教え以外が禁じられるとアカデメイアも閉鎖に至った。その後、9世紀から10世紀には回復を見、十字軍時代にはイタリアとの交易から利益を得てある程度繁栄する。1040年に東ローマ帝国に反乱を起こすも鎮圧され、1147年にはシチリア王国軍の略奪により大きな被害を受けている。第4回十字軍後の1205年にはアテネ公国が建国された。1458年アテネ公国はオスマン帝国に征服され、アテネは長い停滞の時代に入った。
ギリシア独立戦争を経てギリシア王国が成立すると、1834年にアテネはこの新生独立国の首都に選ばれている（なお近代ギリシア初の首都はナフプリオとされる）。アテネが同国の首都に選ばれたのは、主として歴史的栄光と国民感情を鑑みたものであり、この当時のアテネはアクロポリスの裾野を取り巻く小規模な町に過ぎなかった。初代国王オソン1世は建築家クレアンティス（en）とシャウベルト（en）の両人に命じて一国の首都にふさわしい都市計画をデザインさせている。
ギリシア初の近代都市は、アクロポリス、ケラメイコスの古代墓地、国王の新宮殿（現・国会議事堂）を頂点とする三角形としてデザインされ、古代から現在までの連続性を強調するものとなっている。この時代の国際標準であった新古典主義はまさに古代アテネをはじめとする古典古代に範をとるものだが、この新古典主義に基づき各国の建築家が主要公共施設の設計に腕を揮った。なお、新古典主義は西欧ではほどなく衰えるが、ギリシアでは「古代ギリシアの復興」という理念から1920年代まで新古典主義による建築が続いた。1896年には近代オリンピックの第1回大会がアテネで開催されている。1920年代の希土戦争の際にはアナトリア半島から追い立てられた大量のギリシア難民がアテネになだれこみ人口がふくれあがった。もっとも、人口増大のピークは第2次大戦後の1950年代から1960年代にかけてであり、この時期に市域は拡大を続けた。
1980年代には、工場からの排ガス、かつてなく増えた自動車、人口過密による利用可能な空間の減少から、アテネは非常に深刻な課題に直面することとなった。1990年代の市当局による汚染対策事業とインフラの抜本的改善（自動車道（en）の建設・地下鉄の拡充・国際空港の新設）によって、汚染はかなり軽減されアテネは従来に比べずっと機能的な都市に生まれ変わった。2004年には再び夏季オリンピックが開催される。2010年代初頭以降ギリシアは経済的な困難に見舞われており、その対策が今後の課題となっている。アテネ市を対象とするものとしては、アテネ近郊の経済特区設定 や、アテネメトロの路線拡張などのインフラ整備 が経済対策として検討されている。

### 略年表
- 前14世紀初頭 - このころにはミケーネ文明の主要都市となっていた。
- 前12世紀 - ミケーネ文明を含むエーゲ文明が滅亡。アテネも経済的に衰退する。
- 前9世紀 - 通商により栄える。
- 前6世紀前半 - 経済格差の拡大など従来の社会システムの行き詰まりからソロンによる改革が行われる。
- 前561年 - 貧民の支持を得て台頭したペイシストラトスが僭主として君臨する。
- 前510年 - ペイシストラトスの子で僭主のヒッピアスが追放される。
- 前508年 - クレイステネスにより民主政が導入される。
- 前498年 - イオニアの諸都市とともにペルシアの支配に抵抗するが敗れる（イオニアの反乱）。
- 前490年 - マラトンにおいてアテネを主力とするギリシア重装歩兵がペルシアを敗る（マラトンの戦い）。
- 前480年 - サラミス島近海においてテミストクレス率いるギリシア艦隊がペルシア艦隊を撃破（サラミスの海戦）。
- 前479年 - プラタイアにおいてギリシアがペルシアに圧勝（プラタイアの戦い）。ペルシア勢力がギリシアから一掃される。
- 前477年 - ペルシア再侵攻に備えて、アテネを盟主とする軍事同盟（デロス同盟）が結ばれる。
- 前5世紀半ば - このころ指導者ペリクレスのもとで全盛期を迎えるも、デロス同盟の私物化によりギリシア世界の緊張が高まる。
- 前431年 - スパルタを盟主とするペロポネソス同盟がアテネの覇権を危ぶんで宣戦、ペロポネソス戦争が勃発する。
- 前5世紀前半 - このころからいわゆる衆愚政治に陥る。
- 前404年 - アテネの降伏でペロポネソス戦争が終結。アテネはデロス同盟の盟主としての地位を失う。
- 前338年 - 北方に興ったマケドニア王国にカイロネイアで敗れる（カイロネイアの戦い）。戦後、マケドニアを盟主とするコリントス同盟に加わることとなり独立を失う。
- 前168年 - ローマがマケドニア王国を滅ぼす。以後ギリシアはローマの支配に服する。
- 紀元後からは文化都市としても衰退をはじめる。
- 395年 - ローマ帝国の東西分裂。なお、アテネは東ローマ帝国に属する。
- 6世紀後半 - スラヴ人やアヴァール人の侵略を受ける。
- 529年 - 皇帝ユスティニアヌス1世の異端排斥政策の一環としてアカデメイアが閉鎖される。
- 十字軍時代にはイタリアとの交易により繁栄する。
- 1205年 - 十字軍の騎士によりアテネ公国が建国される。
- 1453年 - 東ローマ帝国がオスマン帝国により滅ぼされる。
- 1456年 - アテネ公国もオスマン帝国により滅ぼされ、アテネはオスマン帝国に編入される。
- 1832年 - ギリシア独立戦争を経て、ギリシャ王国がオスマン帝国から独立する。
- 1834年 - ギリシャ王国の首都にアテネが選定される。
- 1896年 - 近代オリンピック第1回大会が開催される。
- 2004年 - 夏季オリンピック第28回大会、夏季パラリンピック第12回大会が開催される。

## 地理

### 地勢
アテネはアッティカ中央部の平野に広がり、アッティカ盆地（Λεκανοπέδιο Αττικής）と呼ばれる。平野の周辺部は4つの山に囲まれた範囲で、西側はエガレオ山（Αιγάλεω）、北側はパルニサ山（Πάρνηθα）、北東側にはペンテリ山（Πεντέλη）、東側にはイミトス山（Υμηττός）がそびえる。エガレオ山を超えてスリアシアン平野が広がり、西へ中央部の平野の広がりを形成している。パルニサ山は4つの山の中では一番高く標高1,413 m (4,636 ft)で 、国立公園に指定されている。アテネは周辺部の丘陵地に築かれている。リカヴィトスの丘（Λυκαβηττός）は市内では一番高い丘の一つで、アッティカ平野を一望することが出来る。アテネの地形は周辺部の山々の影響により、世界でも最も複雑な地形で、逆転層現象が起こりそれと並びギリシャ政府の産業や人口の統制政策の失敗により大気汚染の問題にアテネは現在直面している。この問題はアテネだけの問題ではなく、ロサンゼルスやメキシコシティなど似たような地形の都市では逆転層現象の問題を抱えている。

## 気候
アテネの気候はケッペンの気候区分では高温ステップ気候（BSh）に当たる。従来は亜熱帯西岸気候の地中海性気候（ケッペンの気候区分ではCsa）に属していたが、1981年-2010年の平年値ではステップ気候に変わった。いずれにしても数値の変化はわずかで、温帯と乾燥帯の境界線上に位置していると言える。アテネの気候の特徴は長く続く暑くて乾燥した夏の気候から穏やかで湿気がある冬である。年平均降水量は414.1mmで、これはほとんどが10月から4月にかけて記録されるものである。7月や8月は乾燥した月で雷雨が月に1、2回、ときたま発生する。冬は冷涼で、雨が降り1月の平均気温はアテネ北郊のネア・フィラデルフィア（Νέα Φιλαδέλφεια）で8.9℃、エリニコンで 10.3℃である。
アテネで吹雪は滅多に起こらないが、発生した場合は大きな混乱に陥る。。パルニサ山はアテネの街に雨蔭を作り、その結果他のバルカン地域よりも降水量が少ない状況を作り出す。例えばアルバニアのティラナではアテネの3倍、シュコドラでは5倍以上の降水量がある。7月の日々の平均最高気温（1955–2004）は観測所があるネア・フィラデルフィアでは33.7℃であるが、他の市内ではこれよりも暑くとくに西側の地区は産業化や主にいくつかの自然的な理由により暑い。気温はしばしば、38℃を超えアテネは熱波で知られる。
アテネは都市活動によりヒートアイランド現象の影響を多くの地区で受け、気温は周辺の田園地域とは異なり 冷却のために必要なエネルギーの使用や 健康に悪影響がある。都市のヒートアイランドには特定のアテネの気象観測所の気候学的な気温の時系列変化の一部に原因が見い出せる。一方で、国立庭園やシセイオ気象観測所などの特定の観測所では若干かまったくヒートアイランド現象の影響が見られない。
アテネは世界気象機関のヨーロッパでの最高気温の記録を保持しており48℃を1977年7月10日にエレウシスとタトイの観測所で記録している。
| アテネ国立気象台 (Thiseio), 海抜107 m (1971–2000 気温; 1961–1990 降雨量)の気候 | アテネ国立気象台 (Thiseio), 海抜107 m (1971–2000 気温; 1961–1990 降雨量)の気候 | アテネ国立気象台 (Thiseio), 海抜107 m (1971–2000 気温; 1961–1990 降雨量)の気候 | アテネ国立気象台 (Thiseio), 海抜107 m (1971–2000 気温; 1961–1990 降雨量)の気候 | アテネ国立気象台 (Thiseio), 海抜107 m (1971–2000 気温; 1961–1990 降雨量)の気候 | アテネ国立気象台 (Thiseio), 海抜107 m (1971–2000 気温; 1961–1990 降雨量)の気候 | アテネ国立気象台 (Thiseio), 海抜107 m (1971–2000 気温; 1961–1990 降雨量)の気候 | アテネ国立気象台 (Thiseio), 海抜107 m (1971–2000 気温; 1961–1990 降雨量)の気候 | アテネ国立気象台 (Thiseio), 海抜107 m (1971–2000 気温; 1961–1990 降雨量)の気候 | アテネ国立気象台 (Thiseio), 海抜107 m (1971–2000 気温; 1961–1990 降雨量)の気候 | アテネ国立気象台 (Thiseio), 海抜107 m (1971–2000 気温; 1961–1990 降雨量)の気候 | アテネ国立気象台 (Thiseio), 海抜107 m (1971–2000 気温; 1961–1990 降雨量)の気候 | アテネ国立気象台 (Thiseio), 海抜107 m (1971–2000 気温; 1961–1990 降雨量)の気候 | アテネ国立気象台 (Thiseio), 海抜107 m (1971–2000 気温; 1961–1990 降雨量)の気候 |
| 月                                                                             | 1月                                                                            | 2月                                                                            | 3月                                                                            | 4月                                                                            | 5月                                                                            | 6月                                                                            | 7月                                                                            | 8月                                                                            | 9月                                                                            | 10月                                                                           | 11月                                                                           | 12月                                                                           | 年                                                                             |
| ------------------------------------------------------------------------------ | ------------------------------------------------------------------------------ | ------------------------------------------------------------------------------ | ------------------------------------------------------------------------------ | ------------------------------------------------------------------------------ | ------------------------------------------------------------------------------ | ------------------------------------------------------------------------------ | ------------------------------------------------------------------------------ | ------------------------------------------------------------------------------ | ------------------------------------------------------------------------------ | ------------------------------------------------------------------------------ | ------------------------------------------------------------------------------ | ------------------------------------------------------------------------------ | ------------------------------------------------------------------------------ |
| 平均最高気温 °C （°F）                                                         | 13.3 (55.9)                                                                    | 12.7 (54.9)                                                                    | 14.4 (57.9)                                                                    | 18.3 (64.9)                                                                    | 22.7 (72.9)                                                                    | 30.6 (87.1)                                                                    | 33.1 (91.6)                                                                    | 32.8 (91)                                                                      | 30.5 (86.9)                                                                    | 25.5 (77.9)                                                                    | 20.0 (68)                                                                      | 16.1 (61)                                                                      | 22.5 (72.5)                                                                    |
| 日平均気温 °C （°F）                                                           | 10.0 (50)                                                                      | 9.4 (48.9)                                                                     | 11.1 (52)                                                                      | 13.8 (56.8)                                                                    | 17.7 (63.9)                                                                    | 25.5 (77.9)                                                                    | 28.0 (82.4)                                                                    | 27.7 (81.9)                                                                    | 25.0 (77)                                                                      | 20.5 (68.9)                                                                    | 16.1 (61)                                                                      | 12.7 (54.9)                                                                    | 18.12 (64.63)                                                                  |
| 平均最低気温 °C （°F）                                                         | 6.7 (44.1)                                                                     | 6.8 (44.2)                                                                     | 8.2 (46.8)                                                                     | 11.6 (52.9)                                                                    | 16.0 (60.8)                                                                    | 20.4 (68.7)                                                                    | 22.8 (73)                                                                      | 22.5 (72.5)                                                                    | 19.4 (66.9)                                                                    | 15.1 (59.2)                                                                    | 11.2 (52.2)                                                                    | 8.2 (46.8)                                                                     | 14.07 (57.34)                                                                  |
| 雨量 mm （inch）                                                               | 44.6 (1.756)                                                                   | 48.3 (1.902)                                                                   | 42.6 (1.677)                                                                   | 28.2 (1.11)                                                                    | 17.2 (0.677)                                                                   | 9.7 (0.382)                                                                    | 4.2 (0.165)                                                                    | 4.6 (0.181)                                                                    | 11.9 (0.469)                                                                   | 47.7 (1.878)                                                                   | 50.6 (1.992)                                                                   | 66.6 (2.622)                                                                   | 376.2 (14.811)                                                                 |
| 出典：National Observatory of Athens                                           |                                                                                |                                                                                |                                                                                |                                                                                |                                                                                |                                                                                |                                                                                |                                                                                |                                                                                |                                                                                |                                                                                |                                                                                |                                                                                |

下段はアテネ北郊のネア・フィラデルフィアの観測所のデータである。
| アテネの気候                                                     | アテネの気候 | アテネの気候 | アテネの気候 | アテネの気候 | アテネの気候 | アテネの気候 | アテネの気候 | アテネの気候 | アテネの気候 | アテネの気候 | アテネの気候 | アテネの気候 | アテネの気候   |
| 月                                                               | 1月          | 2月          | 3月          | 4月          | 5月          | 6月          | 7月          | 8月          | 9月          | 10月         | 11月         | 12月         | 年             |
| ---------------------------------------------------------------- | ------------ | ------------ | ------------ | ------------ | ------------ | ------------ | ------------ | ------------ | ------------ | ------------ | ------------ | ------------ | -------------- |
| 平均最高気温 °C （°F）                                           | 12.5 (54.5)  | 13.5 (56.3)  | 15.7 (60.3)  | 20.2 (68.4)  | 26.0 (78.8)  | 31.1 (88)    | 33.5 (92.3)  | 33.2 (91.8)  | 29.2 (84.6)  | 23.3 (73.9)  | 18.1 (64.6)  | 14.1 (57.4)  | 22.5 (72.5)    |
| 日平均気温 °C （°F）                                             | 8.9 (48)     | 9.5 (49.1)   | 11.2 (52.2)  | 14.9 (58.8)  | 20.0 (68)    | 24.7 (76.5)  | 27.2 (81)    | 27.0 (80.6)  | 23.3 (73.9)  | 18.4 (65.1)  | 14.0 (57.2)  | 10.5 (50.9)  | 17.4 (63.3)    |
| 平均最低気温 °C （°F）                                           | 5.2 (41.4)   | 5.4 (41.7)   | 6.7 (44.1)   | 9.6 (49.3)   | 13.9 (57)    | 18.2 (64.8)  | 20.8 (69.4)  | 20.7 (69.3)  | 17.3 (63.1)  | 13.4 (56.1)  | 9.8 (49.6)   | 6.8 (44.2)   | 12.3 (54.1)    |
| 雨量 mm （inch）                                                 | 56.9 (2.24)  | 46.7 (1.839) | 40.7 (1.602) | 30.8 (1.213) | 22.7 (0.894) | 10.6 (0.417) | 5.8 (0.228)  | 6.0 (0.236)  | 13.9 (0.547) | 52.6 (2.071) | 58.3 (2.295) | 69.1 (2.72)  | 414.1 (16.303) |
| 平均降雨日数                                                     | 12.6         | 10.4         | 10.2         | 8.1          | 6.2          | 3.7          | 1.9          | 1.7          | 3.3          | 7.2          | 9.7          | 12.1         | 87.1           |
| % 湿度                                                           | 74.5         | 72.2         | 68.8         | 61.7         | 53.9         | 46.1         | 43.1         | 45.3         | 53.7         | 66.1         | 74.3         | 76.1         | 60.8           |
| 平均月間日照時間                                                 | 130.2        | 139.2        | 182.9        | 231.0        | 291.4        | 336.0        | 362.7        | 341.0        | 276.0        | 207.7        | 153.0        | 127.1        | 2,778.2        |
| 出典：世界気象機関 (国連), 香港天文台 for data of sunshine hours |              |              |              |              |              |              |              |              |              |              |              |              |                |

## 都市景観

### 建築物
アテネ市内には様々な異なった建築様式の建物が含まれ、その範囲は古代ギリシャ・ローマ世界や新古典主義建築、現代建築と幅広い。これらは同一の地区で見ることが出来、アテネでは建築様式に一貫性があるわけではない。アテネでもっとも多くを占めている建築物にはグレコ・ローマンや新古典主義建築のスタイルである。いくつかの新古典主義建築の建物は19世紀半ばに公共的な建物として、テオフィル・ハンセンやエルンスト・ツィラーらの指導の下建てられた。新古典様式建築の中にはアテネアカデミー、アテネ市庁舎、国会議事堂、アテネ旧議会議事堂（1835-1832、現在のアテネ国立博物館）、アテネ大学、ザッペイオンホールなどが含まれる。
1920年代には近代建築が興り、その中にはバウハウスやアール・デコが含まれほとんど全てのギリシャの建築家に影響を与え多くの公共や民間の両方の建築物は一致してこのような建築様式で建てられた。近隣では非常に多くの近代的な建築が見られ、コロナキや他のアテネ中心部の地区も含まれておりこの時代に開発されたキプセリも含まれる。
1950年代から1960年代の期間はアテネは大きな開発により都市が拡大した時期で、他の新しい動きとしてインターナショナル・スタイルが大きな役割を演じていた。アテネの中心部は大規模な建て直しが行われ多くの新古典様式の建物が取り壊されている。インターナショナル・スタイル時代の建築家は建築材にガラスや大理石、アルミニウムを用いクラシカルな要素と多く融合させている。第二次世界大戦後、国際的に知られた建築家でアテネ市内の建築や設計に携わった人物にはアメリカ大使館を手掛けたヴァルター・グロピウスや現在あるアテネ国際空港以前のエリニコン国際空港の東旅客ターミナルを手掛けたエーロ・サーリネンが含まれる。
1930年代から1960年代にかけての著名なギリシャの建築家や都市計画家にはコンスタンティノス・ドキシアディス 、ディミトリス・ピキオニス、ペリキリス・セキレリオス、アリス・コンスタンティニディスなどがいる。

### 地区

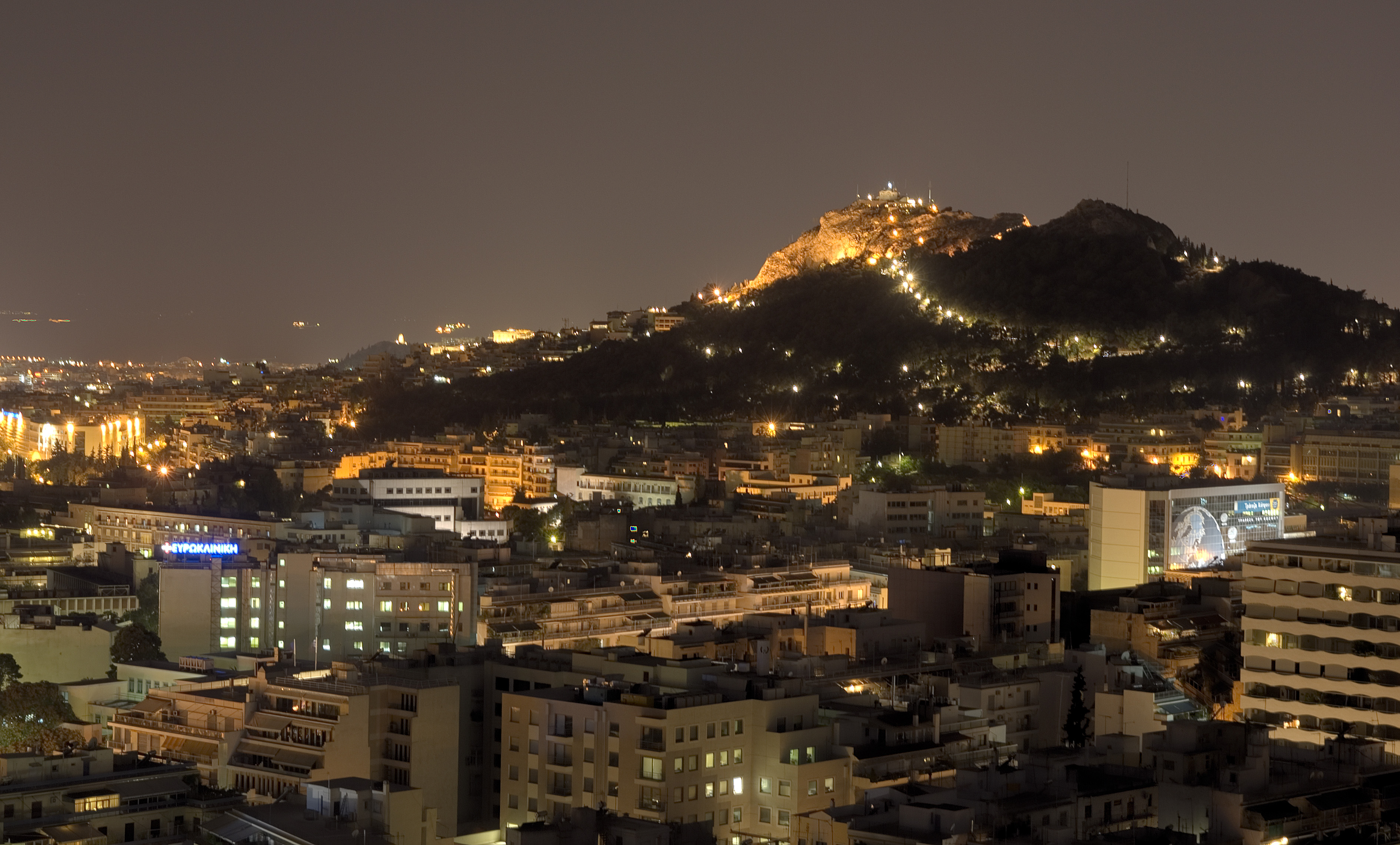
夜のリカベッテウス山

アテネ首都圏の中心部であるアテネ市は以下のような地区に分けられている。
オモノイア、シンタグマ、エグザルチア、アギオス・ニコラオス、ネアポリス、リカヴィトス、ロフォス・ストレフィ、ロフォス・フィノプロウ、ロフォス・フィロパッポウ、ペディオン・アレオス、メタクスルギオアギオス・コスタンティノス、ラリッサバーンホフ、ケラメイコス、プシリ、モナスティラキ、ガジ、ティシオン、カプニカレア、 アギア・イリニ、エアリデス、アナフィオティカ、プラカ・アクロポリス、プニキス、マクリギアンニ、ロフォス・アルディトゥ、ザッペイオン、アギオス・スピリドン、パングラティ、コロナキ、デクサメニ、エヴァゲリスモス、グーヴァ、アギオス・イオアニス、ネオス・コスモス、コウカキ、キノサルゴス、フィックス、アノ・ペトラロナ カト・ペトラロナ、ルーフ、ヴォタニコス、プロフィティス・ダニール、アカディミア・プラトノス、コロノス、コロキントウ・アティキス・プラッツ、ロフォス・スクーズ、セポリア、キプセリ、アギオス・メレティオス、ネア・キプセリ、ギジ、ポリゴノ、アンペロキポイ、パノルムー・ゲロコメイオ、ペンタゴノ・エリノロソン カト・フィロテイ、アノ・キプセリ、トゥルコヴォウニア-ロフォス・パタツウ、ロフォス・エリコノス、コリアツウ、ティマラキア、カト・パティシア、トレイス・ゲフィレス、アギオス・エレフテリオス、アノ・パティシア、キプリアドゥ、プロンポナ、アギオス・パンテレイモナス、パングラティ、ゴーディ、イリシア、カイサリアニ

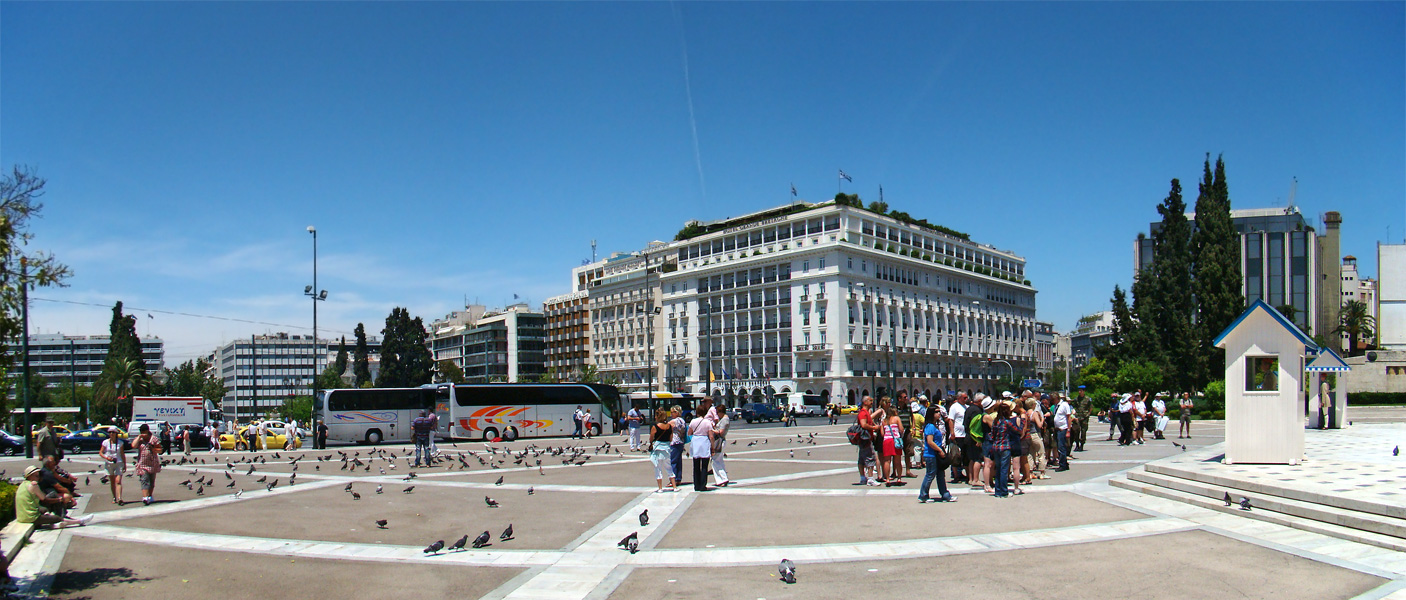
シンタグマ広場

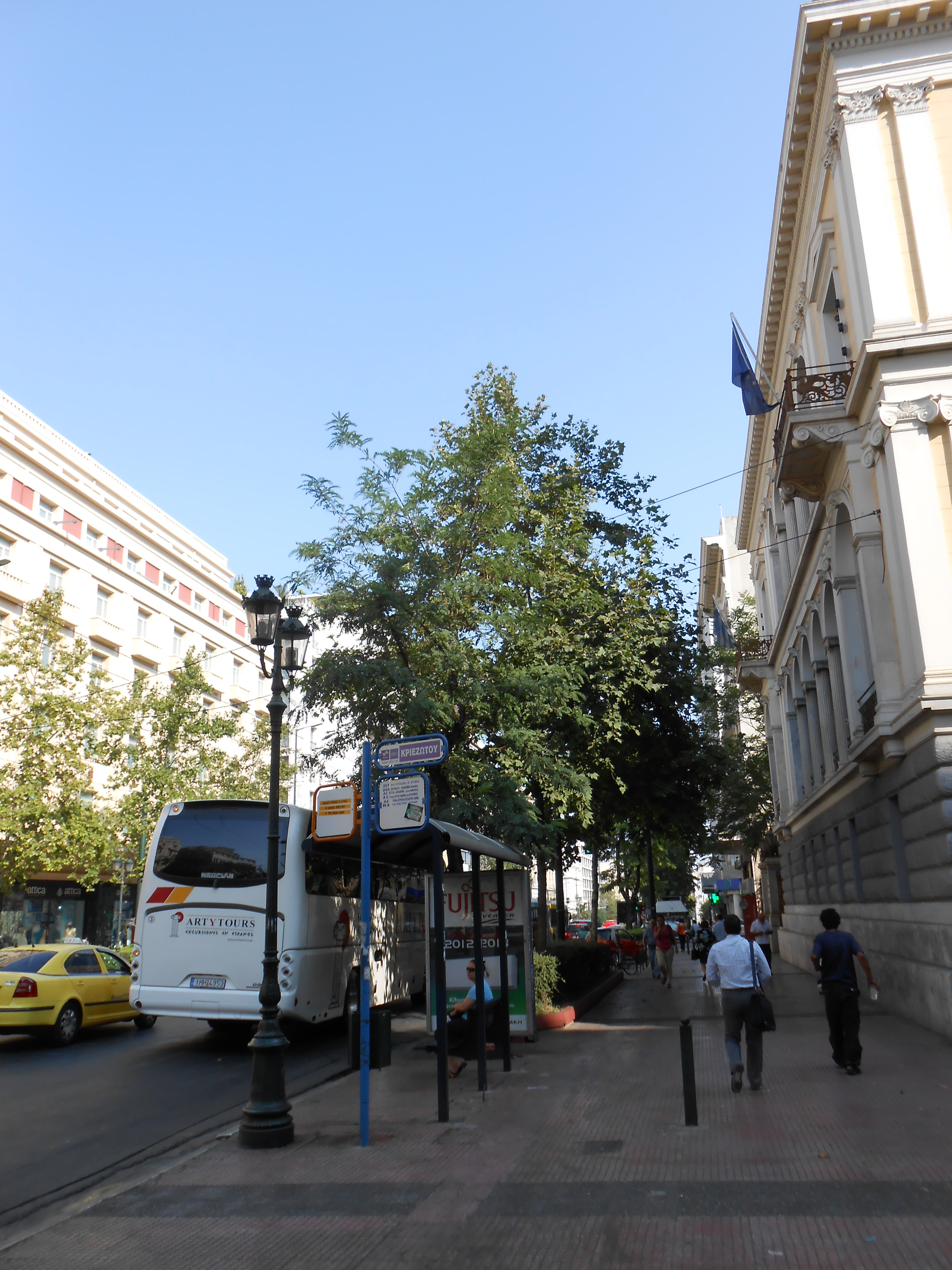
パネピスティミオ通り

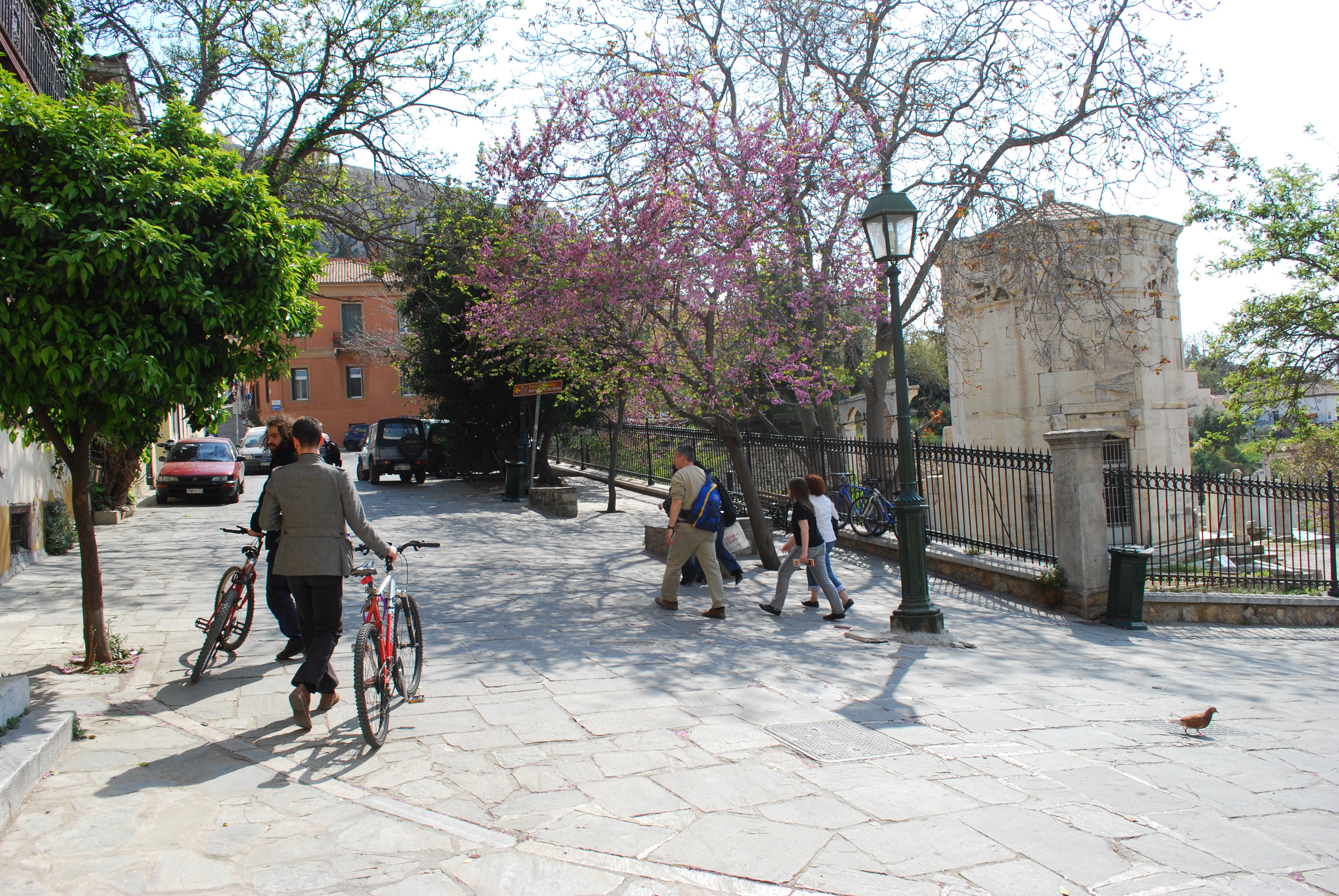
プラカ通り

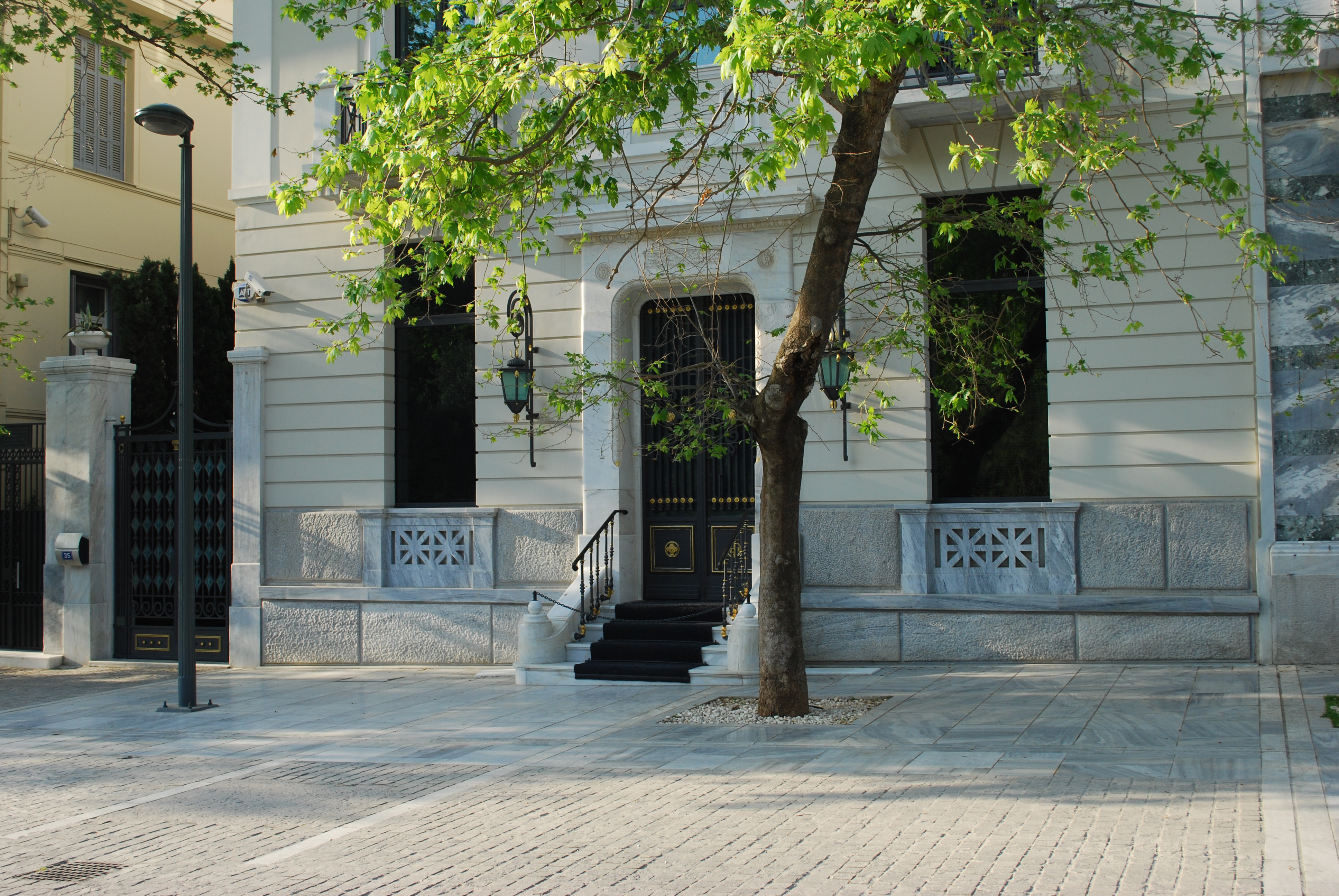
19世紀の新古典主義の邸宅。アール・ヌーヴォーと折衷主義の要素が含まれる。マクリギアンニ地区

- オモニア,オモニア広場（英語版） (ギリシア語: Πλατεία Ομονοίας) はアテネでは一番古い広場で周辺部にはホテルやファーストフード店が立地しており、アテネメトロや電鉄の駅であるオモニア駅がある。オモニア広場はギリシャが優勝したEuro 2004やEurobasket 2005 トーナメントの祝賀で注目を集めた。
- メタクスルギオ (ギリシア語: Μεταξουργείο) はアテネの地区のうちの一つで、コロノスの東、ケラメイコスの西、ガジの北にある。メタクスルギオは過渡期にある地域であると描写され20世紀後半は長い期間見捨てられていたが、美術館や博物館、レストランやカフェがオープンしてからは芸術的でファッショナブルな地域であるという評判を得ている。地元の美化や活気づける努力により、共同体の意識と芸術的表現を確固たるものとした。無名のアート作品が英語と古代ギリシャ語両方のセンテンス「芸術のための芸術」(Τέχνη τέχνης χάριν) が取り込まれて引用され地区のあちこちに広がっている。花ゲリラも地域の美化を助けている。
- プシリ（英語版） (ギリシア語: Ψυρρή) はアテネの「精肉地区」として知られ以前の邸宅がアーティストのスペースや小さな美術館に刷新され点在している。多くの建物は改修されファッショナブルなバーとなり、ここ数十年でアテネの街でも活発な場所となりギリシャの音楽レベティコに因んだ音楽レストラン "rebetadika"などが知られ、1920年代から1960年代にかけてシロスやアテネで開花した独特な音楽の形で、見付けることができる。 レベティコは多くの人々によって賞賛され、結果としてレベタディカではしばしば、歌ったり踊ったりして夜明けまで飲まれ、すべての年齢層の人々が所狭しと楽しんでいる。
- ガジ (ギリシア語: Γκάζι) は最近全面的に再開発された地区の一つで周辺には歴史的なガス工場があった。現在ではテクノポリスや文化複合施設、アーティスト地区、小さなクラブやバー、レストランに転換されアテネのゲイ・タウンとして芽生えつつある。地下鉄は市の西郊まで2007年春に延伸されアクセスし易くなり、現在ではガジにはブルーラインのケラメイコス駅がある。
- シンタグマ, シンタグマ広場（ギリシア語: Σύνταγμα/憲法広場）は首都の中央広場でアテネ一広い広場である。周辺部には国会議事堂（旧王宮）やアテネでもっとも有名なホテルグランドブルターニュがある。エルモウ通りは約1kmの歩行者用の通りでシンタグマ広場からモナスティラキを結びアテネ市民や観光客両方の買い物客にとって憩いの場となっている。ファッションの店やショッピングモールが揃っており、ほとんどの国際的なブランドが販売を促進しており、現在では欧州でも五指に入る高級なショッピングストリートに入り、世界でも10番目に高級なショッピングストリートに入る[58]。近くの刷新されたパネピスティミオウ通りの軍の建物にはアッティカデパートやいくつかの高級指向のデザイナーストアーが入っている。
- プラカ, モナスティラキ, ティシオ –  プラカ（英語版） (ギリシア語: Πλάκα)はアクロポリスの丁度真下にあり、豊富な新古典様式の建築物で知られアテネでもっとも美しい地区の一つを構成している。主要な観光地としてタヴェルナやライブパフォーマンス、露店が残っている。近くのモナスティラキ (ギリシア語: Μοναστηράκι) は小さな店舗や市場が連なっていることで知られ、賑やかな蚤の市やスブラキ専門のタヴェルナなどでも知られている。他の地区では学生が多いスタイリッシュなカフェがモナスティラキの西側のティシオ (ギリシア語: Θησείο) にある。ティシオにはヘファイストス神殿があり、小さな丘の上にある。この地区は絵のように美しい11世紀のビザンティンの教会だけでなく、15世紀のオスマンのモスクもある。
- エクサルヒア（英語版） (ギリシア語: Εξάρχεια) はコロナキの北側に位置しカファやバー、書店があるアナーキストや学生の地区である。アテネ国立技術大学（英語版）やアテネ国立考古学博物館などが周辺にある。
- コロナキ（英語版） (ギリシア語: Κολωνάκι) はリカヴィトスの丘の南にある地区で、高級ブティックやファッショナブルなバー、レストランが多くある他、美術館や博物館がある。アテネでは評判が高い地区の一つと考えられている。

### 郊外

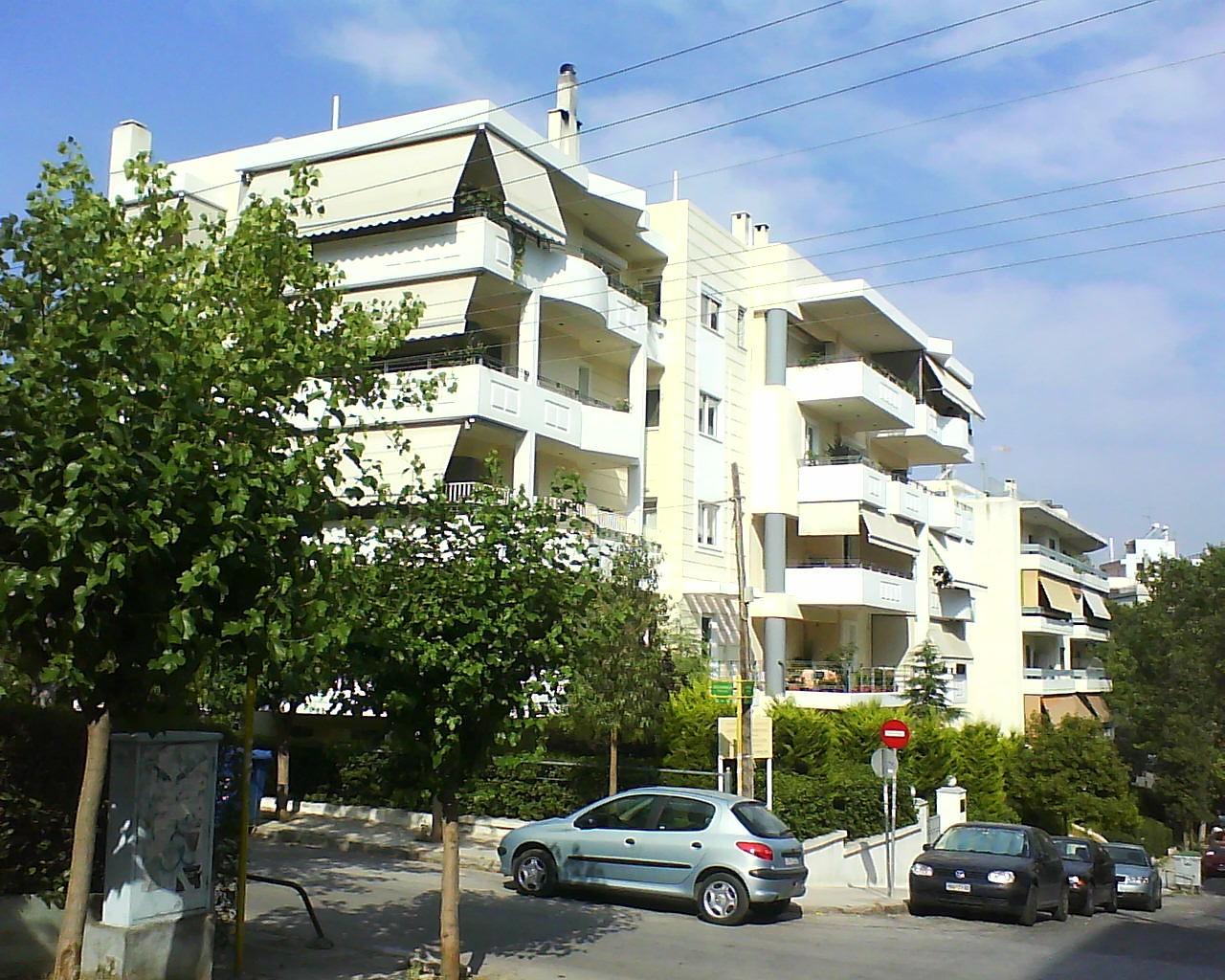
典型的なアテネの郊外地区 (Cholargos)

アテネ首都圏はアッティカ地方の島嶼部の自治体を除いた58の人口が密集した自治体で構成されていたが、2011年以降の行政改革により自治体間の合併が進んでいる。これらは中心部のアテネ市のすべての周辺部に広がっており、アテネ市との地理的な位置関係により郊外は4つの地域に分けられる。北郊にはエカリ、ネア・エリトリア、アギオス・ステファノス、ドロシア、ディオニューソス、キオネリ、キフィシア、マルーシ、ペフキ、リコヴリシ、ヘラクリオ、グリカ・ネラ、ヴリリッシア、マルーシ、ペンテリコ山、ハランドリ、アギア・パラスカヴィ、シヒコ、フィロセイが、南郊にはアリモス、ネア・ズミルニ、アギオス・ディミトリオス、パライオ・ファリロ、エリニコ、グリファダ、ヴーラ、アリゲロポリ、イリオポリ、最南端の郊外ヴォウリアグメニ、東郊にはアハルネス、ゾグラフォウ、ケサラニアニ、ホレロゴーシュ、パパーゴー、西郊にはペリステーリ、イリオン （自治体）、ペトロポリ、ニカイア （自治体）がある。アテネ都市圏の海岸線は主要な商業港があるピレウスから最南部のヴァルキザまで 25 km (20 mi)続き アテネの中心部とはトラムで結ばれている。
北郊のマルーシには アップグレードされたメイン会場であったアテネオリンピックスポーツコンプレックス（OAKA）がありスカイラインを占めている。スポーツコンプレックスはスペインの建築家サンティアゴ・カラトラヴァにより設計され、鋼のアーチや美しい庭園、噴水、未来的なガラス、また画期的な新青ガラス屋根がメインスタジアムに加えられた。二つ目のオリンピックの複合施設はカリテアのビーチの隣にあり、モダンな競技施設と店舗や高い位置の遊歩道を特徴とする。エルニコン国際空港と呼ばれた古いアテネの空港は現在公園に転換中で、完成すると欧州最大規模の公園エルニコン都市公園になる予定である。アテネ南郊のアリモスやパライオ・ファリオ、エリニコン、ヴォーラ、ヴォウリアグメニ、ヴァルキザなどには多くのビーチがあり、ギリシャ政府観光局により運営されておりほとんどの場合は若干の入場料が必要となる。

### 公園・動物園

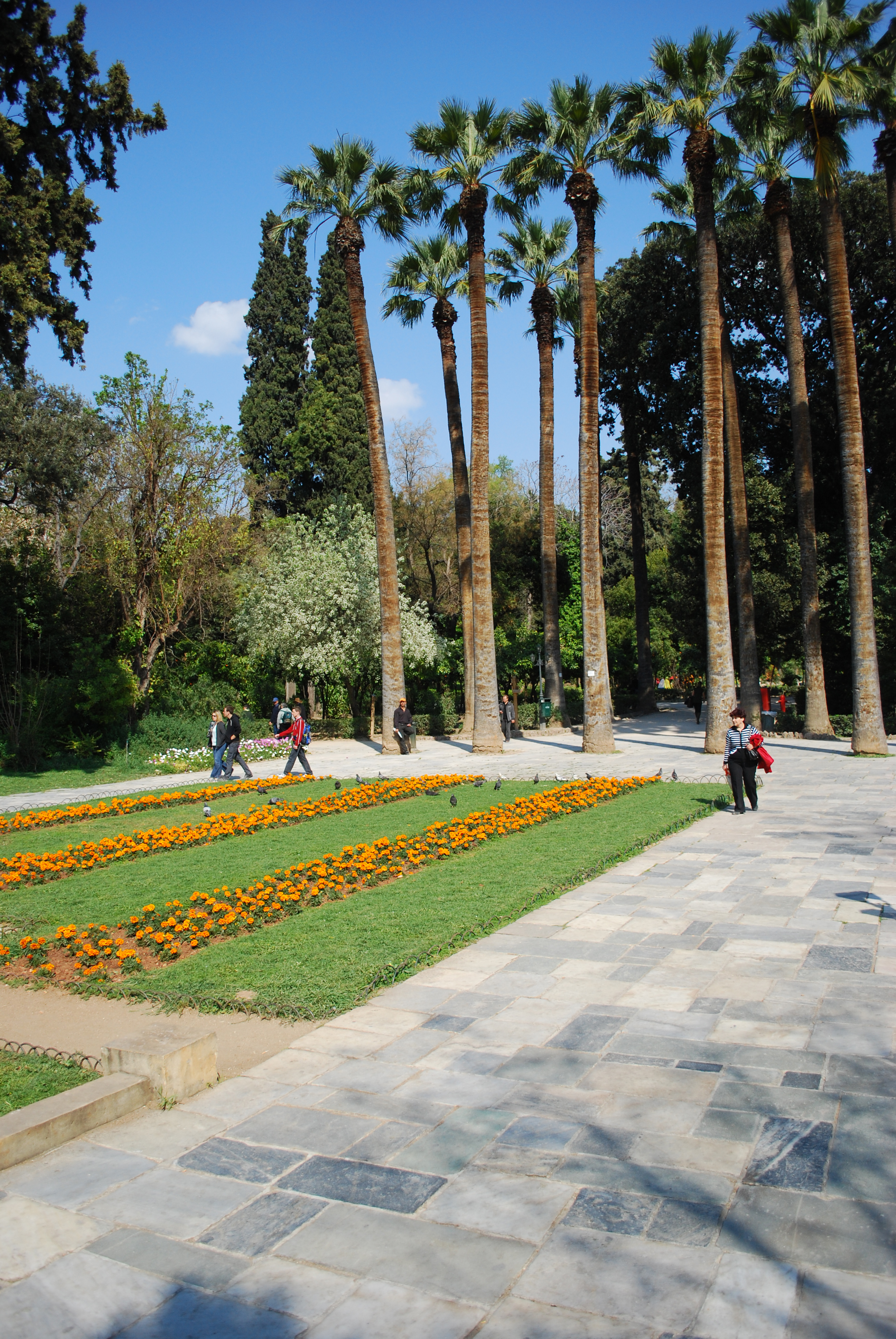
国立庭園

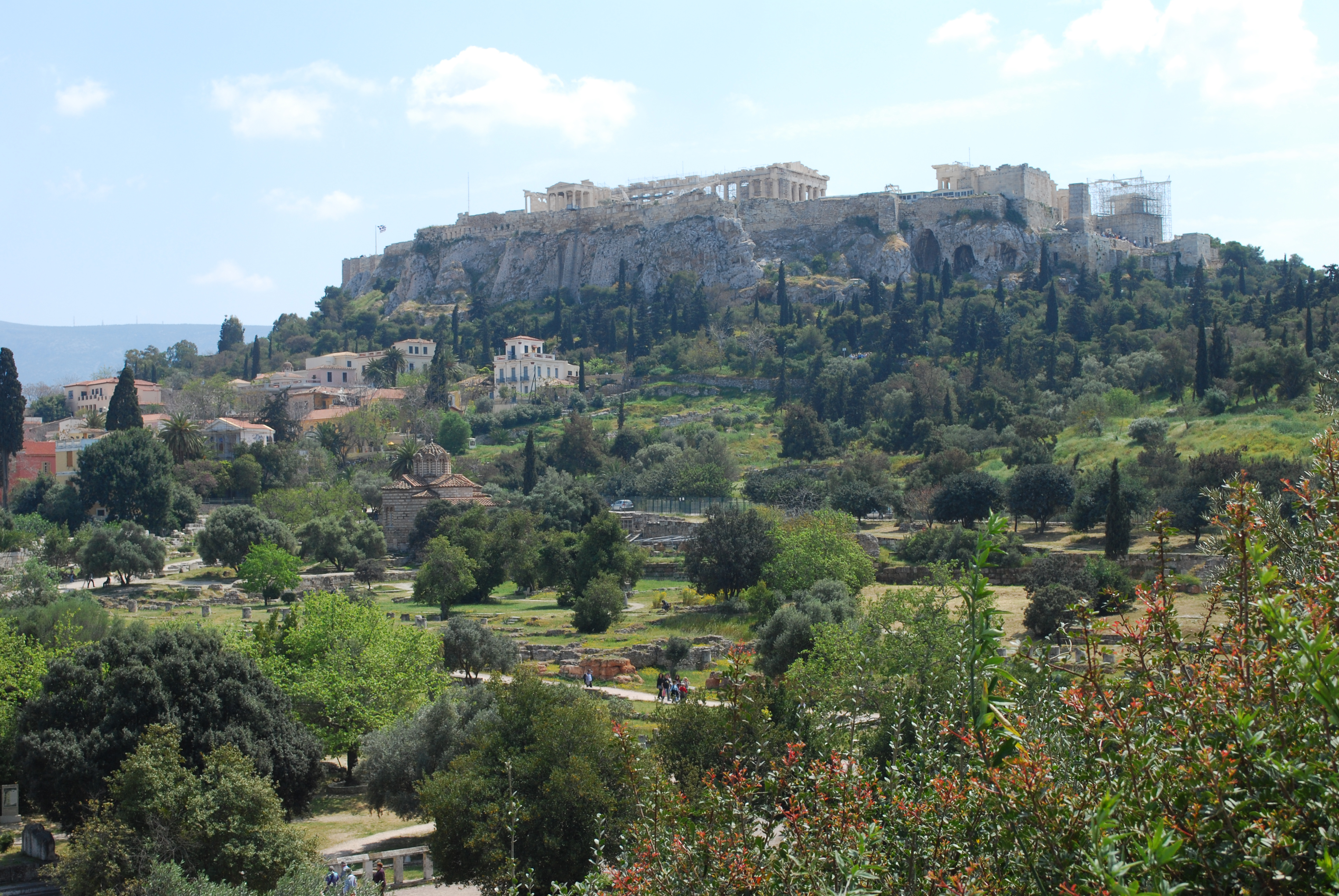
アゴラからのアクロポリスの丘の眺め

パルニサ国立公園は散策路や泉、峡谷、保護地域に点在する洞窟により特徴付けられる。ハイキングやマウンテンバイクにとってアテネ周辺部の4つの山すべてはアテネ市民にとってポピュラーなアウトドア活動の場となっている。アテネ国立庭園は1840年に竣工し、15.5ヘクタールの緑地が保護されている。国立庭園は国会議事堂とザッペイオンの間にあり、後者は独自に7ヘクタールの庭園がある。2012年現在、ギリシャの経済は不透明な状況にあるが中心部では「アテネの遺跡の統一」 Unification of Archeological Sites of Athensと呼ばれる再開発の基本計画があり、計画を強化するために欧州連合から資金を集めている。ディオニシウ・アレオパギドゥ通りはランドマークとなる歩行者用の通りで景色の良い通りとなっている。通りはゼウス神殿のあるヴァッシリッシス・オルガス通り（Vasilissis Olgas）からアクロポリスの麓の南斜面近くのプラカへ続き、
ティシオのヘーパイストス神殿の先へ達している。賑やかな中心部から離れたこの通りは全体がパルテノン神殿やアテネの古代アゴラなどの景色を観光客に楽しませている。アテネの丘陵地は緑地の空間となっている。リカヴィトスの丘やフィロパポスの丘をはじめプニュクスを含め、松や他の種類の樹木が生えており典型的な都市の都市の緑地と言うよりは小さな森林といった趣になっている。アテネ国立考古学博物館の近くには27.7ヘクタールの公園ペディオン・トゥ・アレオスを見付けることが出来る。
アテネ最大の動物園はアッティカ動物公園で20ヘクタールあり、郊外のスパタにある。園内には400種2,000の動物がおり、365日開園している。小規模な動物園は国立庭園などの公共の庭園や公園内にある。

## 行政

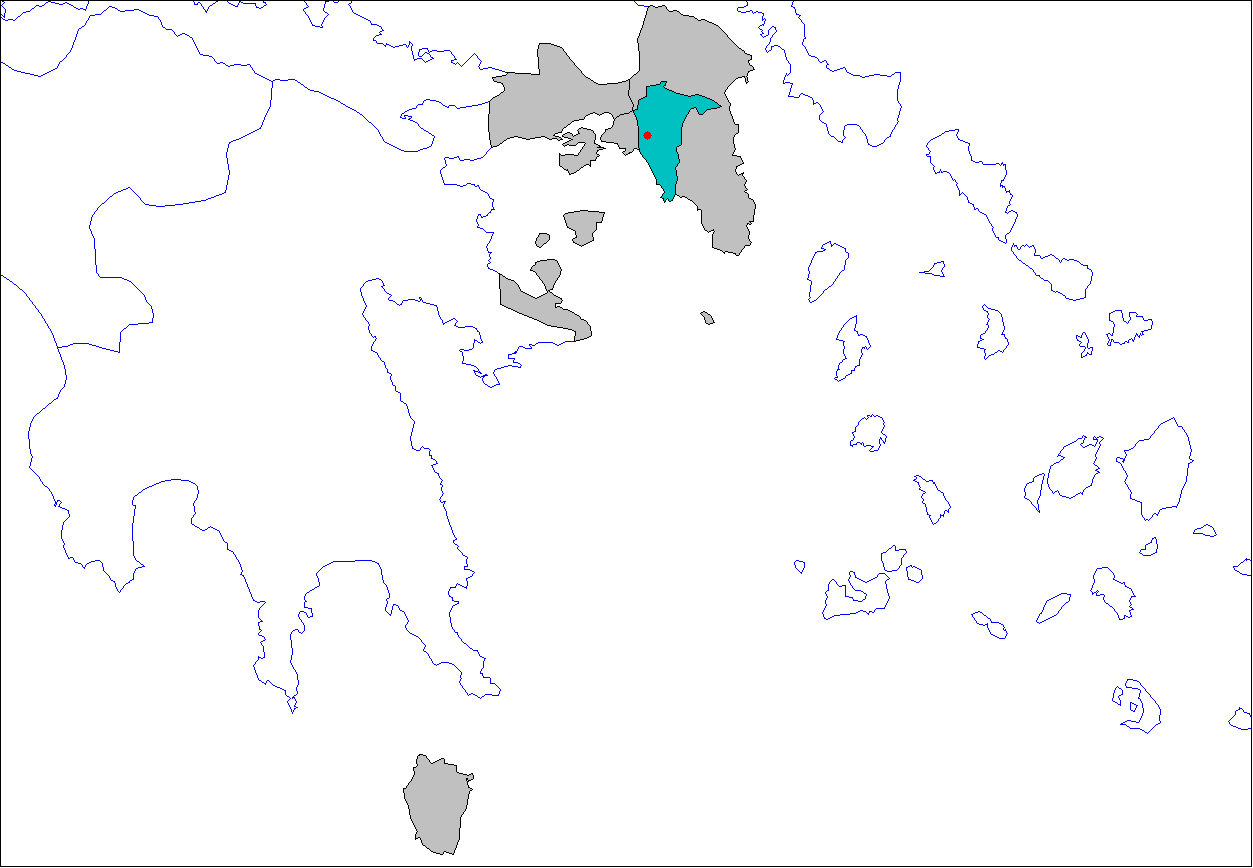
青い部分が以前のアテネ県。グレーの部分がアッティカ地方の範囲

アテネがギリシャの首都になったのは1829年にナフプリオに一時的な首都が置かれた後の1834年のことである。アテネ市はアッティカ地域の主都でもある。「アテネ」は自治体としてのアテネそのものかアテネの都市的地域どちらかを言及しており、アテネの都市はアッティカ盆地に広がっている。

### アッティカ地方
アテネ大都市圏地域は2,928.717 km2 (1,131 sq mi)の範囲で広がり、その範囲は3,808 km2 (1,470 sq mi) のアッティカ地方の域内である。アテッティカ地方はギリシャでは最も人口が多い地域で2011年現在、3,812,330人に達するが、ギリシャでは一番小さな地域（広域自治体のペリフェリアとして）である。
アッティカ地方自体は8つの県で構成され、そのうち4つが大アテネを構成しピレウス県は大ピレウスを構成している。大アテネと大ピレウスにより隣接した都市的地域であるアテネ首都圏を構成し、 412 km2 (159 sq mi)の範囲で広がる。
- 北アテネ県（英語版）(都市的地域)
- 西アテネ県（英語版）(都市的地域)
- 中央アテネ県（英語版）  (都市的地域)
- 南アテネ県（英語版） (都市的地域)
- ピレウス県 (都市的地域)
- 東アッティカ県 (大都市圏地域)
- 西アッティカ県 (大都市圏地域)
- 諸島県

2010年まで、最初の4つの県は共に廃止されたアテネ県（大アテネとも呼ばれた）を構成したもっとも人口が多いギリシャの県であった。2001年の国勢調査による人口は2,664,776人で 面積は361 km2 (139 sq mi)であった。

### アテネ市（自治体）

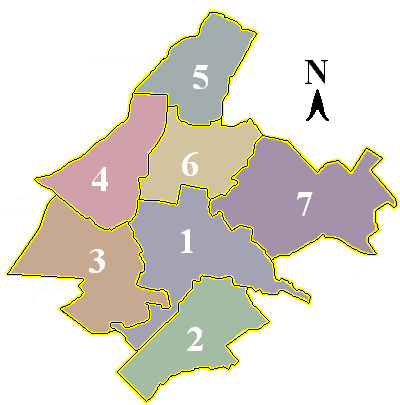
アテネ市の7つの行政区

アテネ市の人口は2011年現在、655,780人でギリシャでは最も人口が多い自治体で、市域面積は39 km2 (15 sq mi) である。2003年1月から2006年2月まで、保守派新民主主義党のドラ・バコヤンニが市長を務めた。彼女はアテネ史上初の女性市長であり、オリンピック開催都市の首長が女性であったのも、2004年のアテネが初めてであった。その後、2007年1月に新民主主義党のニキタス・カクラマニスが就任した後、2009年にはイオルゴス・カミニス（Γεώργιος Καμίνης）が市長に就任した。アテネ市は7つの行政区域に分けられており、行政上の目的に利用されている。アテネ市はパグラティ（Παγκράτι）やアベロキピ、イリッシア（Ιλίσια）、ペトラロナ（Πετράλωνα）、コカーキ（Κουκάκι）、キプセリ（Κυψέλη）など独特な歴史と特徴を持った住区に分かれている。
| 中央アテネ県: | 1. アテネ市 | 2. ダフニ・イミットス | 3. イリオポリ | 4. ヴィロナス | 5. ケサリアニ | 6. ゾグラフー | 7. ガーラツィ | 8. フィラデルフィア・ハルキドナ |

| 西アテネ県:                         |
| 29. エガレオ                        |
| 30. アギア・ヴァルヴァラ            |
| 31. フェイダリ                      |
| 32. ペリステーリ                    |
| 33. ペトロポリ                      |
| 34. イリオン                        |
| 35. アイゲーナ・アルゲリ – カマテロ |

| 北アテネ県:                     |
| 9. ネア・イオニア               |
| 10. イラクレイオ                |
| 11. メタモルフォシ              |
| 12. リコヴォリス – ペフキ       |
| 13. キフィシア                  |
| 14. ペンテリ - メッリシア       |
| 15. マルーシ                    |
| 16. ヴリーシア                  |
| 17. アギア・パラスカビ          |
| 18. ホレルゴーシュ – パパーゴー |
| 19. ハランドリ                  |
| 20. フィロセイ – シヒコ         |

| 南アテネ県: | 21. グリファダ | 22. エリニコ・アリゲロポリ | 23. アリモス | 24. アギオス・ディミトリオス | 25. ネア・ズミルニ | 26. パライオ・ファリロ | 27. カリテア | 28. モスカート・タヴローシュ |

## 経済

ギリシャのGDPに占めるアッティカ地方の割合

アテネはテッサロニキ以前に経済的にギリシャでは最も重要な都市ある。主にサービス産業の多くの企業が、市内に本社または主要なオフィスを構えている。本社がしばしば租税回避地に位置しているものの、商船はギリシャとっては未だに重要であるが、再びピレウスなど近隣都市で見つけることが出来る。ギリシャの経済活動はアテネおよびその周辺地域に集中している。アテネ首都圏にある大企業にはコングロマリットで冶金やエネルギー関連のミティリネオスホールディング（Μυτιληναίος Α.Ε.）や鉱業や重工業関連のヴィオファルコ（Βιοχάλκο Α.Ε.）、世界的な飲料メーカーコカ・コーラのギリシャ法人ギリシャ・コカ・コーラ（Coca-Cola Ελληνική Εταιρεία Εμφιαλώσεως Α.Ε.）、建築原材料メーカーのタイタン・セメント（Τσιμέντα Titan）や投資会社のマフィン・インベストメントグループ（Marfin Α.Ε.Π.Ε.Υ.）などがある。20の大企業はアテネ証券取引所のFTSE / Athexにリストされている。製造業の意義はアテネでは失われてしまっているが、今でもアテネ首都圏ではギリシャの総生産の50%前後を占める。伝統的な工業品には陶器や繊維産業であるが現在ではあまり意義がなくなっている。良く知られた商品にはフェージのヨーグルト、Metaxaのブランデー、チョコレート、化粧品などがある。2005年には年間600万人の海外からの観光客が訪れ、アテネにとって観光収入は無視できない収入源となっている。ドイツからの訪問客も多くいるが、現在ではギリシャに関して否定的な報道もあるため落ち込む場合もあり、最近では東アジアでもとくに中国からの訪問客が増加している。なお、日本からギリシャへの観光客数は2005年以降、変動幅が大きい。

## 統計

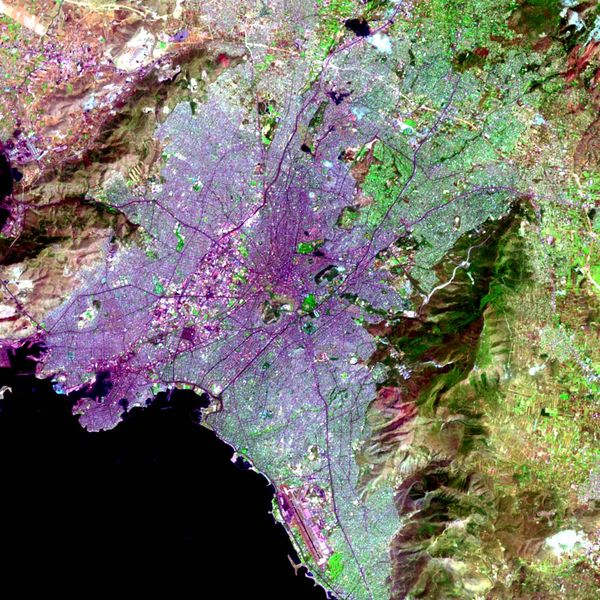
アッティカ盆地内のアテネの都市的地域

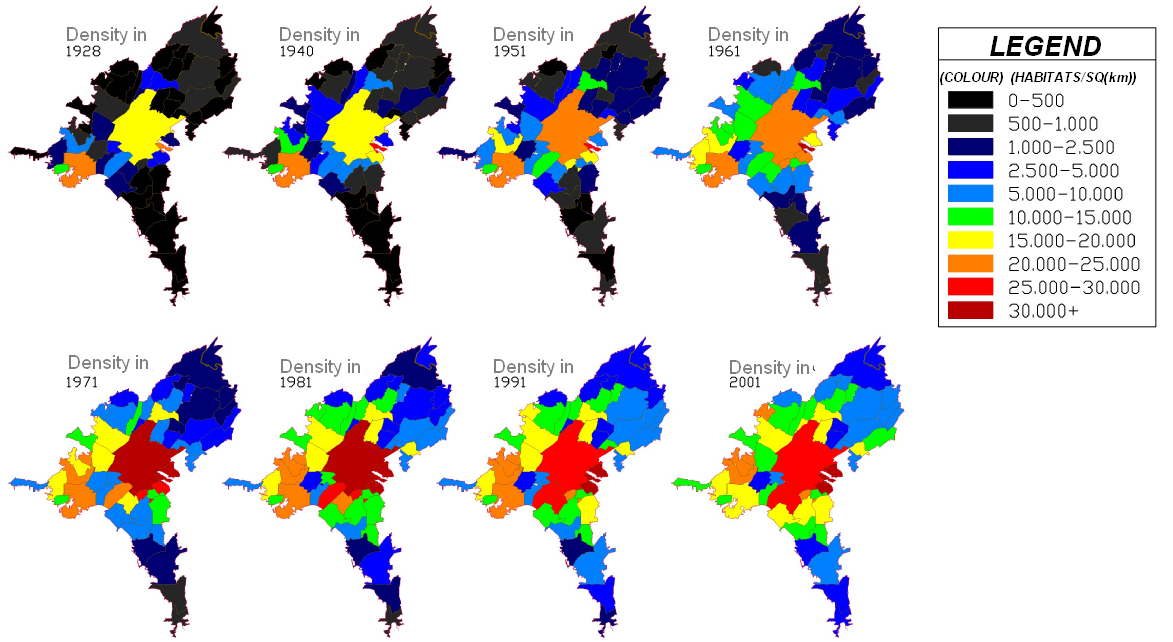
アテネの人口分布

4つの県により大アテネが構成され合計人口は2,625,090人に達する。ピレウス県（大ピレウス）と共に密度が高いアテネの都市的地域が形成され2011年現在の人口は3,074,160人にである。古代のアテネの中心はアクロポリスの岩の多い丘であった。古代のピレウスの港は都市とは分離されていたが、現代ではアテネの都市的地域に吸収されている。アテネの都市は急速に拡大し、その傾向は現在でも続いておりとくに1950年代から1960年代にギリシャの経済が農業から工業化された先進国へ変化する過程で起こった。都市の拡大は現在、特に東側や北東側に向かっておりこれは高速道路（Attiki Odos）の整備や新しい国際空港の整備と関連している。この過程はアッティカの多くの以前からの郊外や村も覆い、続いている。長い歴史を通じて、アテネは多くの異なった人口レベルを経験している。以下の表は19世紀以降のアテネの人口を示したものである。
| 年                                   | アテネ市の人口 | 都市的地域の人口 | 大都市圏の人口 |
| ------------------------------------ | -------------- | ---------------- | -------------- |
| 1833                                 | 4,000          | –                | –              |
| 1870                                 | 44,500         | –                | –              |
| 1896                                 | 123,000        | –                | –              |
| 1921（人口交換前）                   | 473,000        | –                | –              |
| 1921（トルコとギリシャの人口交換後） | 718,000        | –                | –              |
| 1971                                 | 867,023        | –                | –              |
| 1981                                 | 885,737        | –                | –              |
| 1991                                 | 772,072        | –                | 3,444,358      |
| 2001                                 | 745,514        | 3,165,823        | 3,761,810      |
| 2011                                 | 655,780        | 3,074,160        | 3,737,550      |

アテネの中心部はギリシャの首都であり直接、アテネ市の範囲に含まれギリシャの都市では最多の人口である。ピレウスもまた大きな中心部を形成し、アテネの都市的地域に含まれ都市圏では2番目に人口が多い自治体でその後にペリステーリ（Περιστέρι）とカリテア（Καλλιθέα）が続く。アテネ都市圏は今日、35の自治体に400万人が居住し「大アテネの自治体」とも呼ばれる北アテネ県、西アテネ県、中央アテネ県、南アテネ県とさらに「大ピレウスの自治体」と呼ばれるピレウス県の自治体で構成されている。アテネの都市的地域は 412 km2 (159 sq mi) の範囲でアッティカ盆地に広がり人口は2011年現在3,074,160人である。
アテネ大都市圏は2,928.717 km2 (1,131 sq mi) の範囲でこれはアッティカ地方に属する58の自治体が含まれ先の5つの県に東アッティカ県、西アッティカ県を合わせた7つの県で構成され人口は2011年現在、3,737,550人である。アテネとピレウスはアテネ大都市圏地域の2つの都市圏の中心都市である。いくつかの自治体は自治体間の特定の地域の中心地の役割を果たしている。マルーシ（Μαρούσι）、キフィシア（Κηφισιά）、グリファダはそれぞれ北やさらに北、アテネ南郊のそれぞれの中心地でペリステーリは西郊の中心である。

## 文化・観光

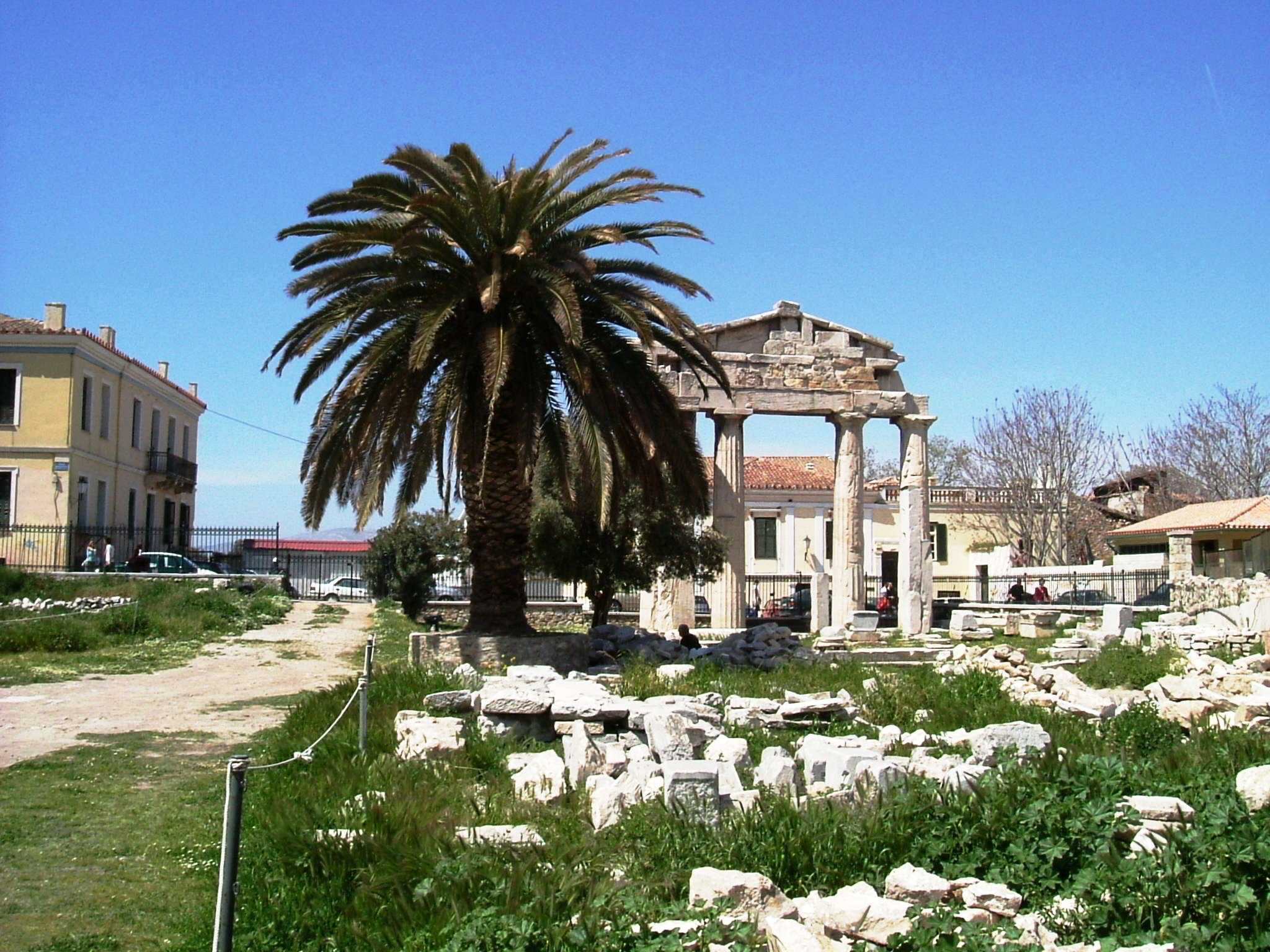
ローマのアゴラ

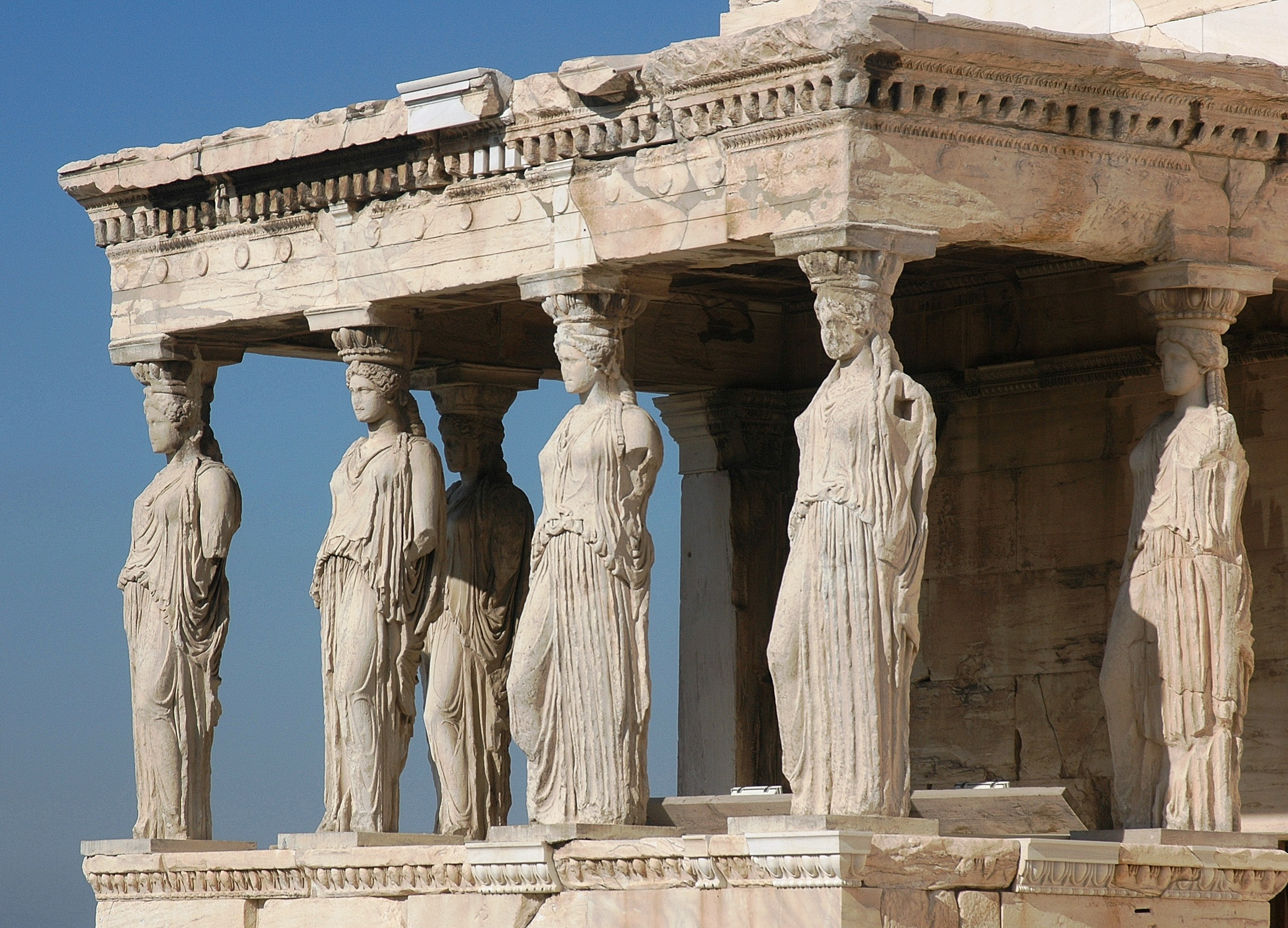
カリアティードのポーチ　エレクテイオン

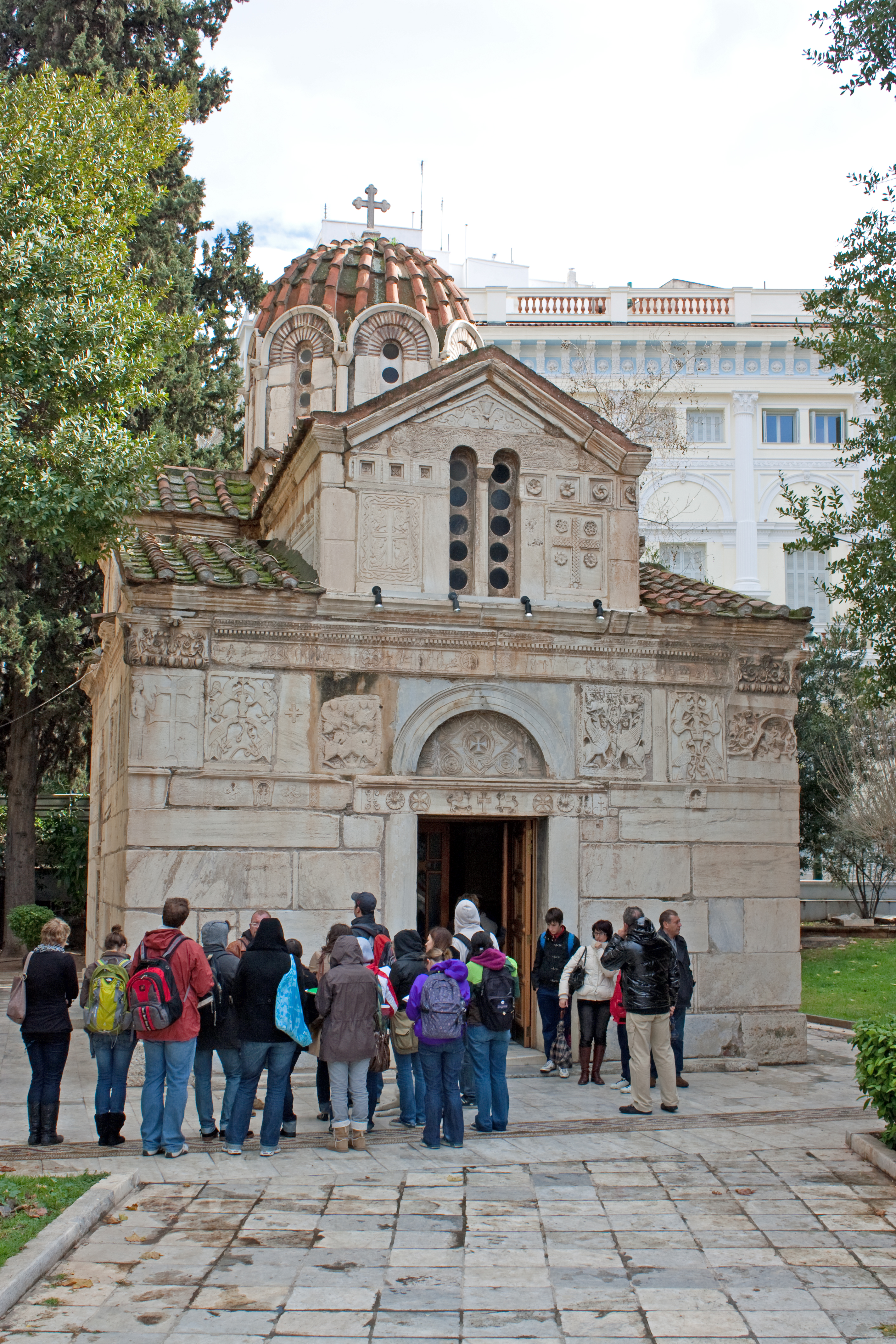
聖エレフェリオス教会。ビザンティンの教会で生神女福音大聖堂の隣

アテネは古代から旅行者にとりポピュラーな目的地である。ここ10年間でアテネの都市インフラや都市の快適性は改善されてきており、2004年のアテネオリンピックの招致にも成功している。ギリシャ政府が欧州連合の援助を受けて大規模なインフラプロジェクトであるアテネ国際空港 やアテネ地下鉄の拡張、新しい高速道路Attiki Odosの整備が進められた。昨今の厳しい経済状況からアテネ国際空港の旅客数は減り続けている。

### 考古学の中心
アテネは考古学調査の世界的な中心である。アテネ大学やアテネ考古学学会のような国家的な機関、アテネ国立考古学博物館やキクラデス芸術ゴーラドリス美術館、金石学博物館、ビザンティン博物館、古代のアゴラ、アクロポリス博物館、ケラメイコスなどの考古学に関する博物館が含まれる。アテネには考古学科学のデモクリトス研究所やギリシャ文化省を構成する地域や国の考古学に関する機関がある。これに加えて、17の海外の考古学に関する機関がありそれぞれの国の出身の研究者により研究が促進されている。その結果、アテネでは多くの考古学図書館や3つの考古学に特化した研究所があり、会議やセミナー、多くの展示会も毎年開催されている。催しが開かれる時には多くの国際的な学者や研究者がアテネに集まる。

### 博物館

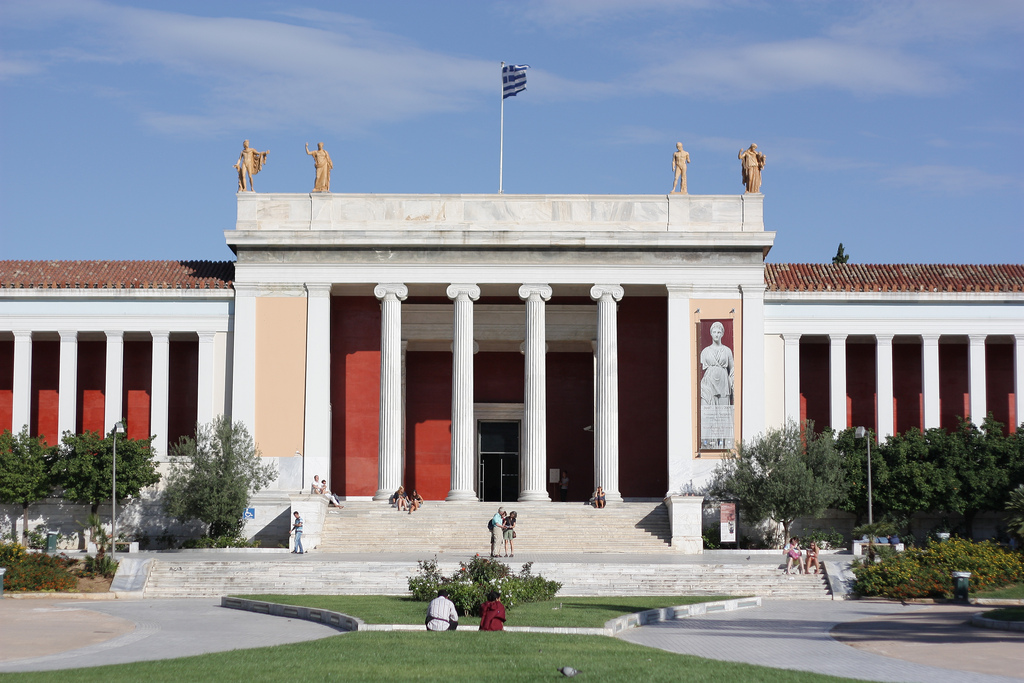
アテネ中心部にあるアテネ国立考古学博物館

アテネ考古学博物館はギリシャでは最大の考古学に関する博物館で、国際的にも重要な位置を占めている。収蔵品には幅広いコレクションがあり、5,000年以上前の新石器時代からローマ帝国支配下のギリシャの時代の遺産を網羅している。ベナキ博物館はいくつかの分野のコレクションが含まれ、古代やビザンティン、オスマン時代、中国美術など様々である。ビザンティン・クリスチャン博物館はビザンティン美術に関してもっとも重要な博物館である。アテネ貨幣博物館は豊富な古代や現代の硬貨のコレクションが収蔵されている。キクラデス芸術ゴーラドリス美術館はキクラデス芸術に関する幅広いコレクションが収蔵され、この中には白い大理石で出来た像が含まれる。アクロポリス博物館は2009年に開館し、アクロポリスの古い博物館を置き換えている。新しい博物館はかなりの人気ぶりを証明し、2009年6月から10月までの夏の期間には100万人の来場者があった。アテネには多くの小規模なものや私立のギリシャの文化に焦点を当てた博物館があり美術館もある。

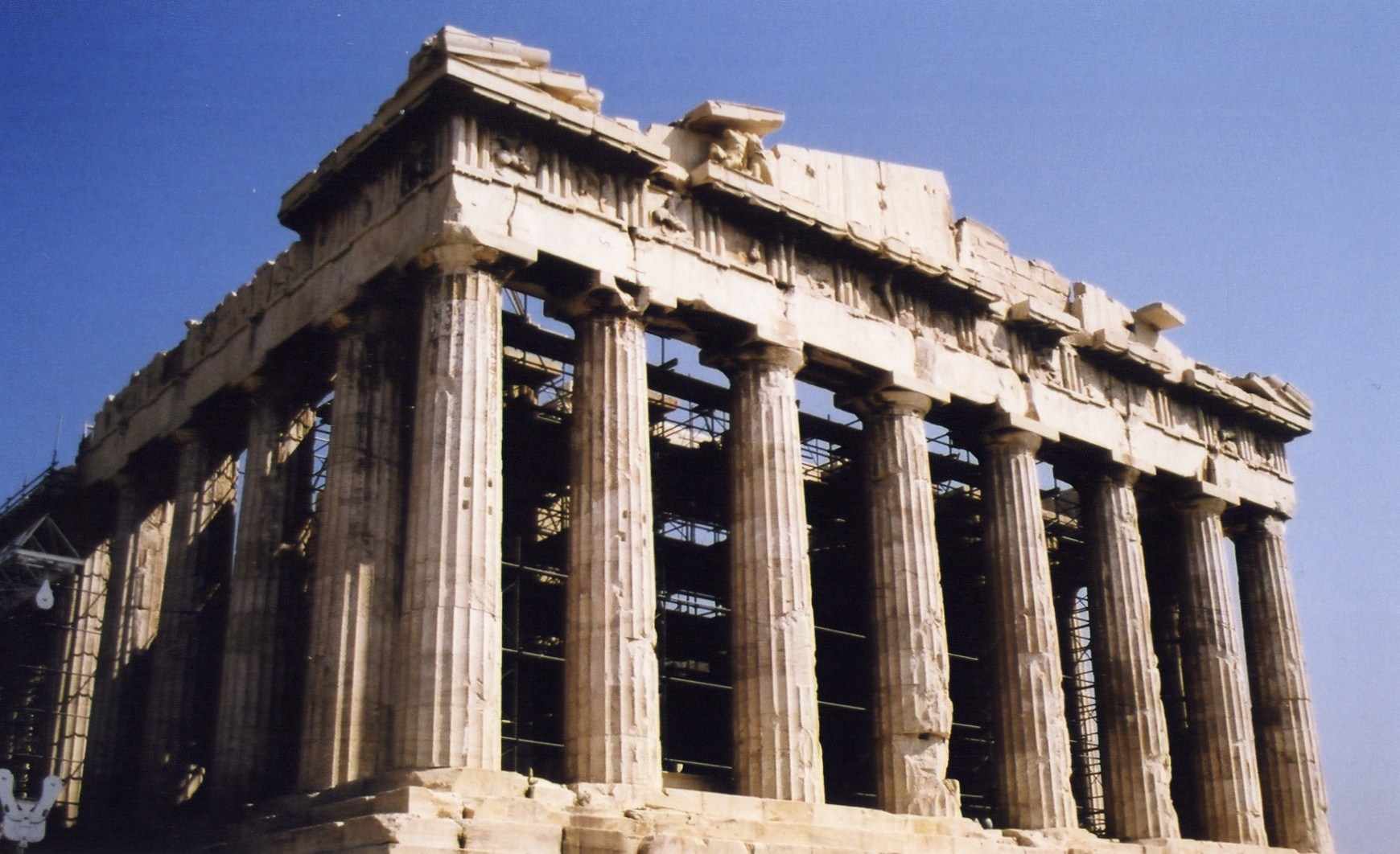
パルテノン神殿

### エンターテイメント・舞台芸術

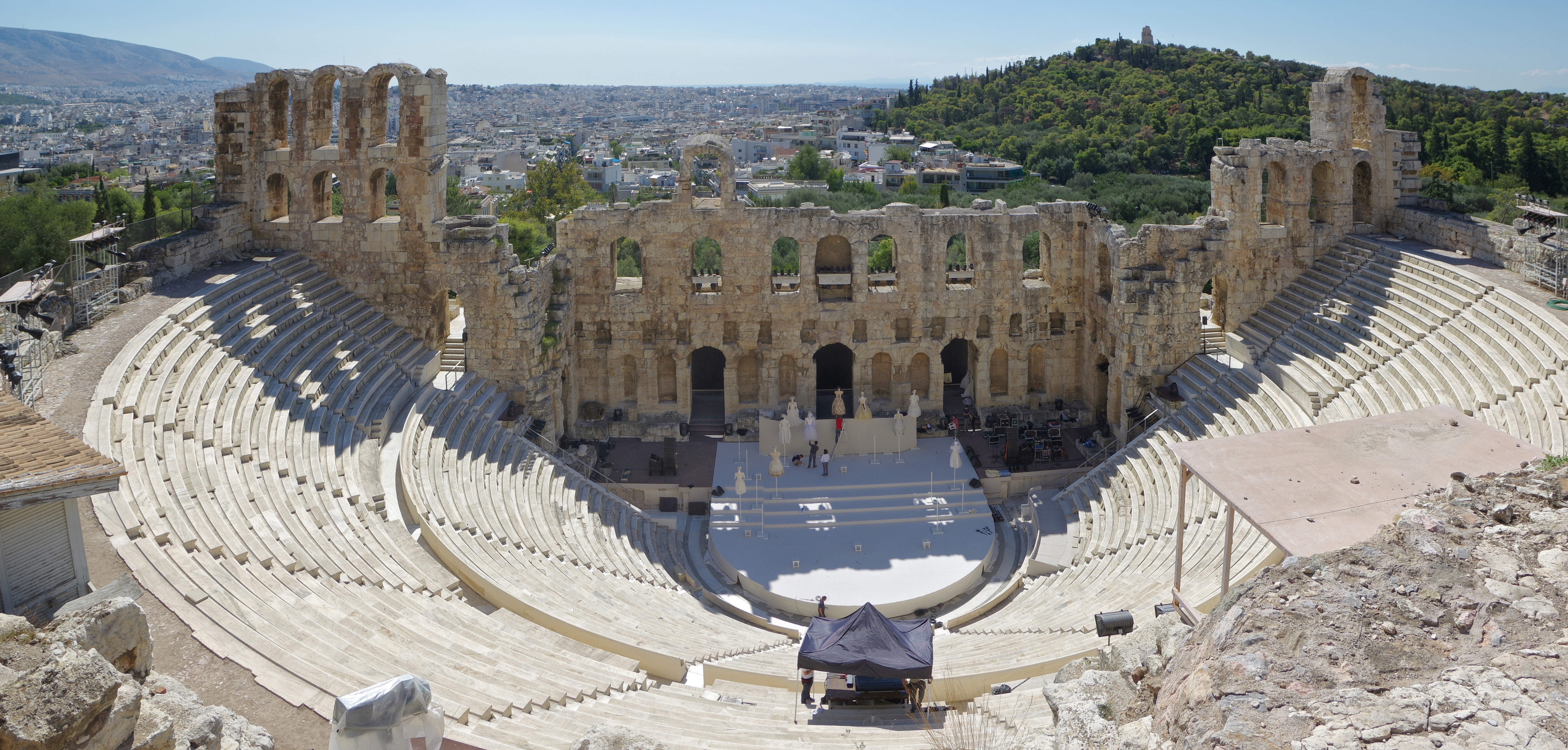
ヘロドス・アッティクス音楽堂

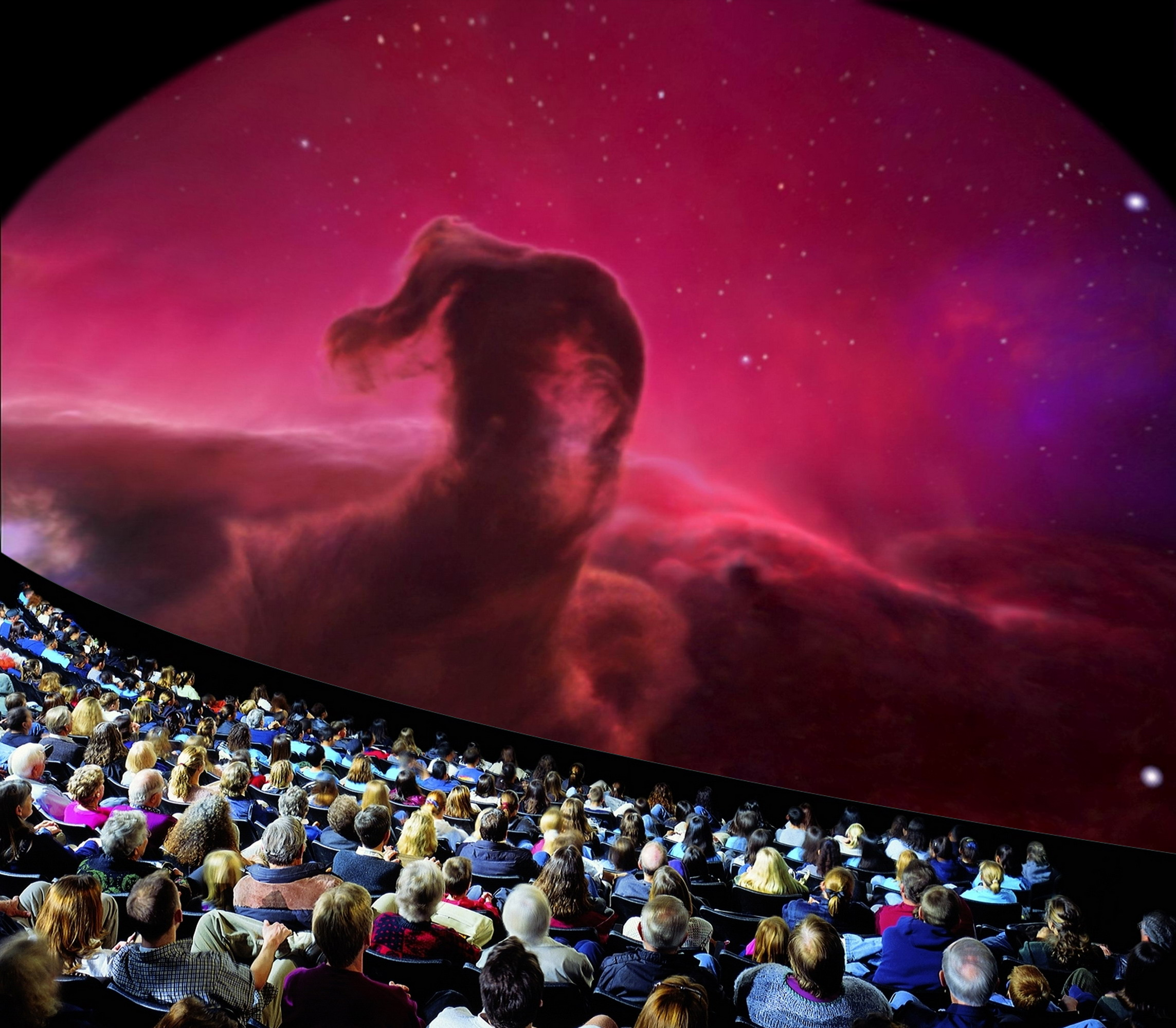
アテネプラネタリウム

アテネには148の演劇ステージがあり、世界のどの都市よりも有名な古代からのヘロディス・アッティコス音楽堂がありアテネ祭が毎年10月に開催される。
多くの大規模な複合施設があり、アテネはロマンティックな野外劇の会場にもなっている。また、幅広い多くのコンサート会場もありその中にはアテネコンサートホール（Megaron Moussikis）も含まれ世界中の著名なアーティストを年中集めている。アテネプラネタリウム はアンドリュー通りにあり世界でも最大規模のデジタルプラネタリウムである。

### スポーツ
アテネには長いスポーツとスポーツイベントの歴史がありギリシャのスポーツには重要な役割を担うスポーツクラブや競技施設が集まっている。アテネでは誰もが知る有名な国際的なスポーツの祭典も多く開催されている。夏季オリンピックは1896年と2004年の2度開催されている。2004年の夏季オリンピック開催時にはアテネ・オリンピックスタジアムの大改修が必要になり、それ以来世界でももっとも美しいスタジアムの一つであるという評判を得ており、興味が惹かれる現代のモニュメントの一つである。ギリシャで一番大きなスタジアムとしてUEFAチャンピオンズリーグでは1994年と2007年に2度の決勝が行われている。アテネの都市圏で他に大きなスタジアムはピレウスにあるスタディオ・ヨルギオス・カライスカキスで2004年に改修されている。1971年にはUEFAカップウィナーズカップが開催されている。2004年にはサッカーギリシャ代表がUEFA EURO 2004の決勝でポルトガルに1-0で勝利している。
ユーロリーグの決勝は3度開催され、最初は1985年に開催され2度目は1993年に開催され両方とも通称SEFで知られる平和友好スタジアムで開かれている。このスタジアムはヨーロッパでも最大規模で魅力的な室内競技場の一つである。3度目は2006-07年のシーズンにオリンピック・インドアホールで開催された。この他にも陸上競技やバレーボール、水球など多くのスポール競技の大会がアテネを会場としている。
アテネは様々な地形が含まれており、周辺部の丘陵地や山はとくに知られヨーロッパの主要な首都の街としては唯一、山が交わっている。周辺部の地形から多種多様な、スキー、ロッククライミング、ハンググライダー、ウィンドサーフィンなどの野外スポーツを楽しむことが出来る。

2004年アテネオリンピック開会式の聖火

#### プロリーグ
アテネを本拠地とするスポーツクラブとして、以下のチームがある。
- サッカー（ギリシャリーグ）
  - パナシナイコス - アテネ中心部やダウンタウンを中心に人気があるクラブ。特に富裕層に支持されている。
  - AEKアテネ - アテネ北部を中心に人気のあるクラブ。特にユダヤ系に人気。
  - パニオニオスNFC - アテネ南部を中心にギリシャで一番古い名門クラブ。
  - アトロミトスFC - アテネ西部を中心とするクラブ。
  - エガレオ - アテネ西部、エガレオ地区を中心とするクラブ。
  - エスニコス・アフナFC - アテネ東部を中心としたクラブ。
  - イリシアコス - アテネ西部ゾクラフウ地区を中心としたクラブ。
  - カリテアFC - アテネ南部カリテア地区を中心としたクラブ。
  - アギア・パラスケヴィFC - アテネ東部のアギア・パラスケヴィ地区を中心とするクラブ。
  - アギオス・ディミトリオスFC - アテネ南部アギオス・ディミトリオス地区を中心とするクラブ。
  - ハイダリFC - アテネ西部ハイダリ地区を中心とするクラブ。
  - イリオポリFC - アテネ南部イリオポリ地区を中心とするクラブ。
  - オリンピアコス（ピレウス） - アテネ市の南の港町、ピレウスが本拠地の庶民派人気クラブ。
- バスケットボール（ギリシャバスケットボールリーグ）
  - パナシナイコス - サッカー同様、総合スポーツクラブのバスケット部門。
  - AEKアテネ - サッカー同様、総合スポーツクラブのバスケット部門。
  - エガレオ - サッカー同様、総合スポーツクラブのバスケット部門。
  - マルーシ - アテネ五輪のメーン会場となった地区を中心とするクラブ。
  - パネリニオス - アテネ中部キプセリ地区を中心とするクラブ。
  - パニオニオス - サッカー同様、総合スポーツクラブのバスケット部門。
  - AOダフニ - アテネ南部にあるダフニ地区を中心とするクラブ。
  - イリシアコス - サッカー同様、総合スポーツクラブのバスケット部門。
  - AOニアー・イースト - アテネ東部、ケサリアニ地区を中心とするクラブ。
  - AOパグラティ
  - オリンピアコス（ピレウス） - サッカー同様、総合スポーツクラブのバスケット部門。
- バレーボール（A1ギリシャバレーボールリーグ）
  - パナシナイコス - サッカー同様、総合スポーツクラブのバレーボール部門。
  - AEKアテネ - サッカー同様、総合スポーツクラブのバレーボール部門。
  - パネリニオス - バスケットボール同様、総合スポーツクラブのバレーボール部門。
  - キフィシア - アテネ北部キフィシア地区を中心とするクラブ。
  - オリンピアコス（ピレウス） - サッカー同様、総合スポーツクラブのバレーボール部門。
- ウォーターポロ（水球）（A1ギリシャ水球リーグ）
  - オリンピアコス（ピレウス） - サッカー同様、総合スポーツクラブの水球部門。
  - エスニコス・ピレウス・ウォーターポロクラブ（ピレウス） - 水球の強豪クラブ。

## 教育

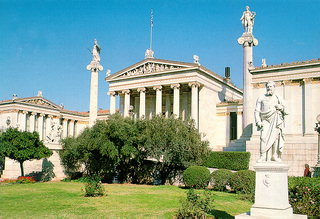
アテネアカデミー

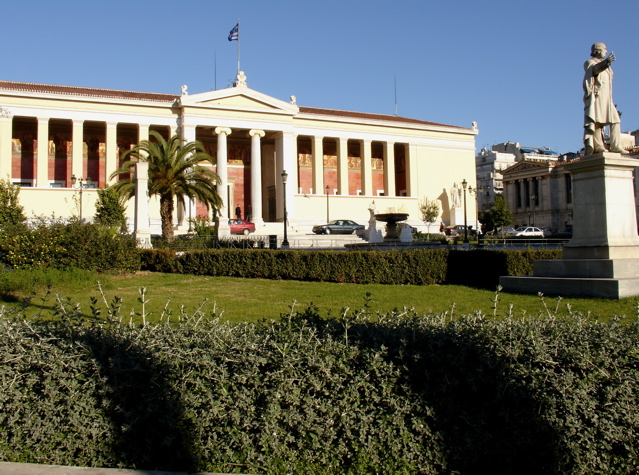
デンマーク人建築家テオフィル・ハンセンによる記念館（Propylaea）。式典会場やアテネ大学のレクトリーに使われる。

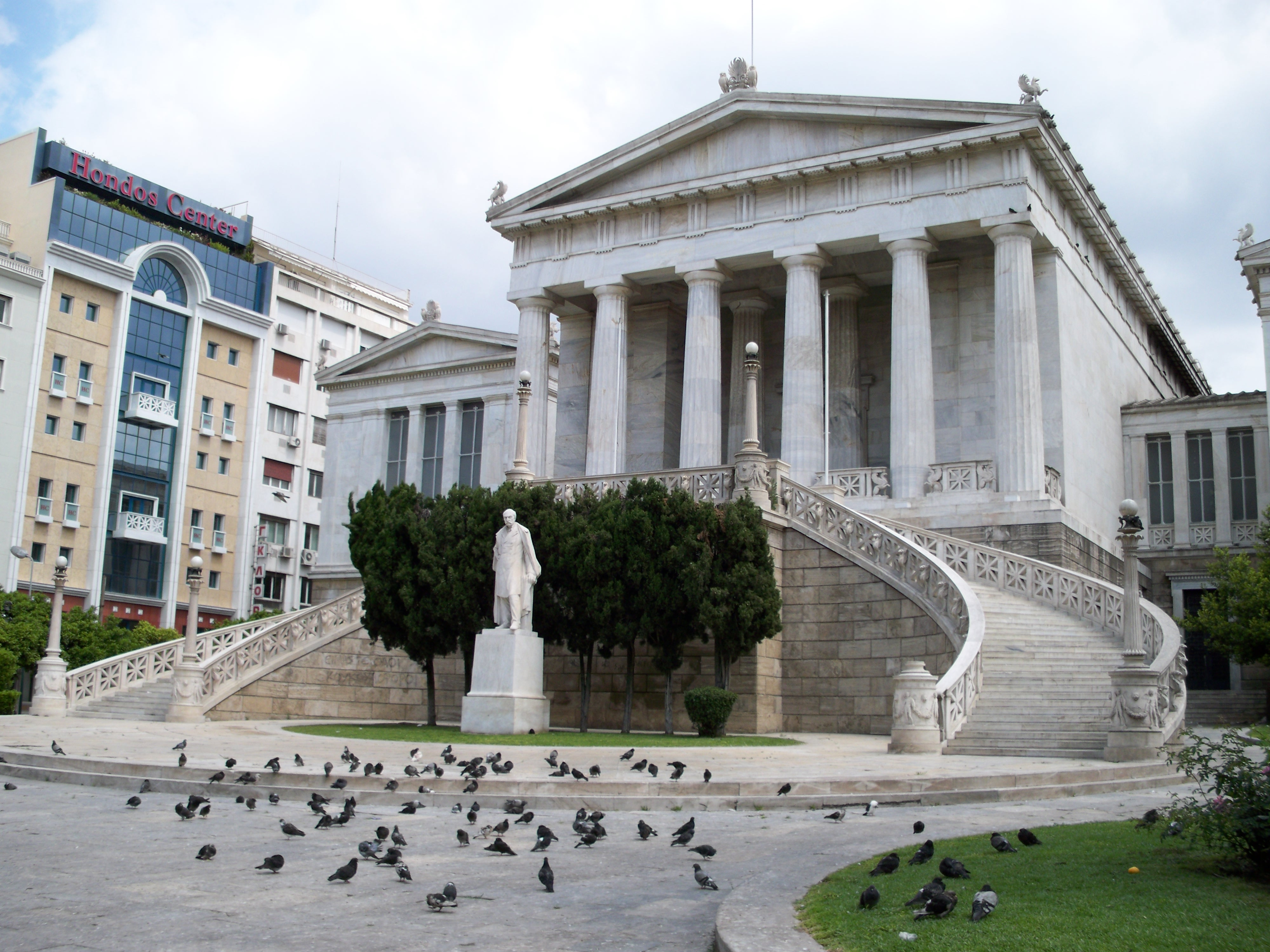
ギリシャ国立図書館エントランス

パネピスティミーウ通りには古いアテネ大学のキャンパスがあり、ギリシャ国立図書館やアテネアカデミーはアテネ三部作"Athens Trilogy"を形作り、19世紀半ばに建てられた。ほとんどの大学の運営は東郊のゾグラフォウのより大きな近代的なキャンパスに移転している。アテネ第2の高等教育機関である、アテネ工科大学はパティシオン通りにある。1973年11月17日に、13人の学生が死亡し多数のけが人が出たアテネポリテクニック暴動が学内で発生している。この暴動は1967年4月21日から1974年7月23日の、トルコのキプロス侵攻まで続いたギリシャ軍事政権に抵抗するものであった。アテネ首都圏には11の国立の高等教育や職業専門校などの機関がある。設立が古い順にアテネ美術学校（1837）、アテネ工科大学（1837）、アテネ大学（1837）、アテネ農業大学（1920）、アテネ経済商科大学（1920）、パンティオン大学（1927）、ピレウス大学（1938）、ピレウス技術教育研究所、アテネ技術教育研究所（1983）、ハロコピオ大学（1990）、教育法・技術教育大学 (2002)である。ギリシャでは私立の大学の設立が憲法により禁止されているが、いくつかのカレッジと呼ばれる私立の教育機関はある。それらの多くは外国の大学により設立され、ギリシャアメリカンカレッジ、インディアナポリス大学が運営するインディアナポリス大学・アテネキャンパスがある。

## 環境問題

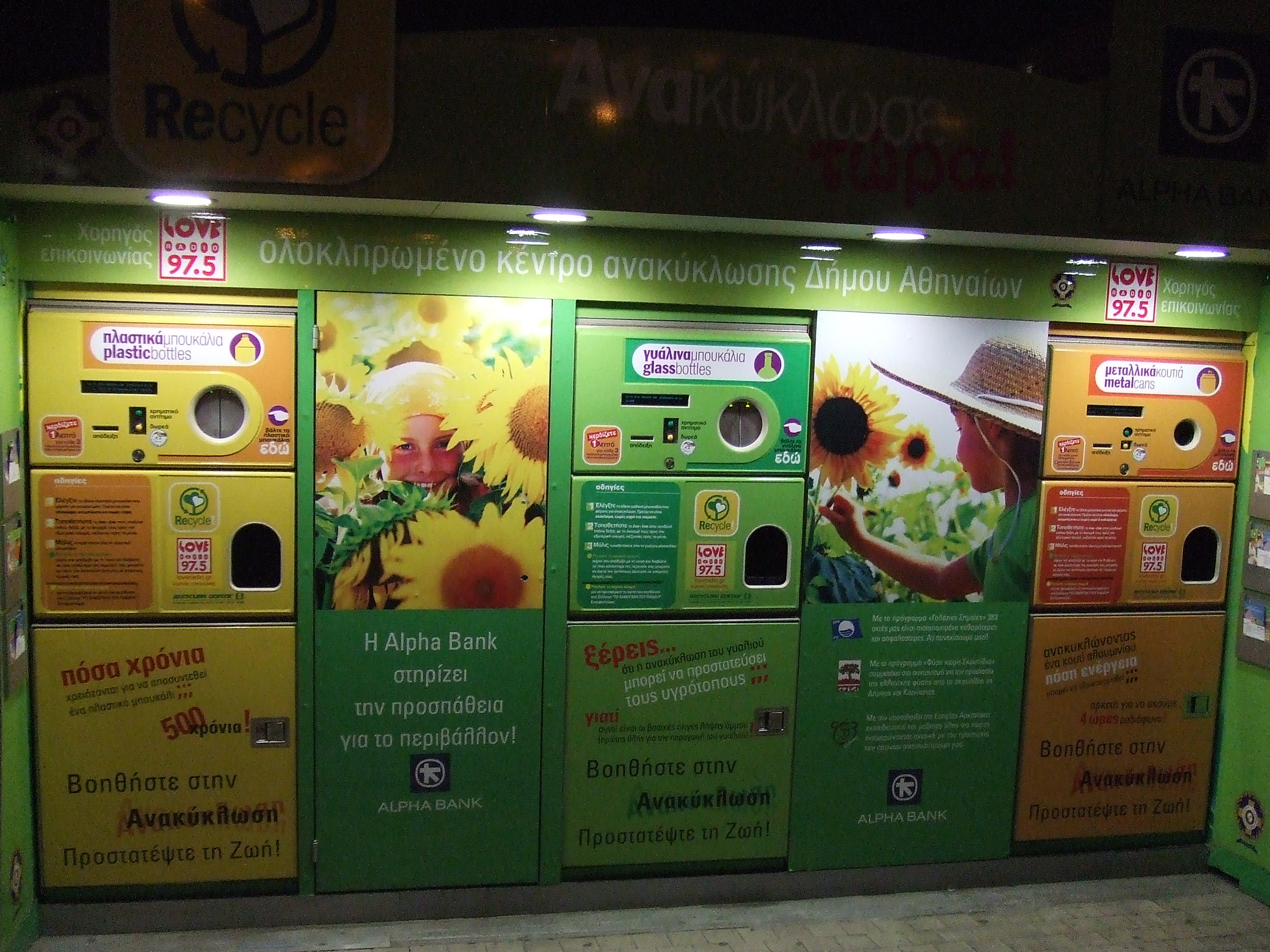
アテネのリサイクル回収機

1970年代後半まで、アテネの公害は有害なものになっておりギリシャ文化省の大臣コンスタンティノ・トリパニス（Constantine Trypanis）によれば「エレクテイオンの5つの女像柱の細部の退化が深刻で、一方パルテノン西側の騎手の顔はほとんど消失している」とされる。1990年代に行われた一連の市当局による厳しい措置により大気汚染は改善され、スモッグ（アテネではネフォスnefosと呼ばれることも）の発生は少なくなった。ギリシャ当局により大気汚染改善の措置は1990年代を通じて広範囲に行われ、空気の質はアッティカ平原全体で改善されている。それでもやはり、アテネでは大気汚染の問題はとくに暑い夏の日の期間には残っている。2007年6月後半 にアッティカ地域はでは多くの山火事 が発生し、火災の延焼箇所にはパルニサ山の国立公園内の森林の多くの部分が含まれており、森林は年間を通じてアテネの空気の質を維持する為に重要と考えられている。大きな排出管理の努力は残りの10年で実施され、プラントの整備などによりサロニク湾やアテネ首都圏沿岸部の水質は改善され、現在では再びスイマーなどが訪れることが出来るようになっている。2007年1月にアテネは郊外のアノ・リオシアの最終処分場が満杯になる排出管理の問題に直面している。危機は1月半ば当局により一時的な最終処分場にゴミを処分することにより緩和された。

## 交通
アテネの交通は様々な交通機関により提供されており、ギリシャでは最大の大量輸送システムを形成している。アテネの大量輸送機関は特にバスやトロリーバスで構成され主にアテネ中心部をカバーしている。地下鉄や通勤鉄道も運行され、トラムの路線網は南郊と中心部を結んでいる。

### バス交通
Etaireia Thermikon Leoforeion（ΕΘΕΛ）やThermalバス会社がアテネにおける主たる路線バス事業者である。300路線によりネットワークが構成され、路線はアテネ大都市圏地域に広がっており、5,327人のスタッフにより1,839台のバスが運行されている。1,839台のバスのうち、416台は圧縮天然ガスが使われ、ヨーロッパでは最大の天然ガスを燃料とするバス車両で構成されている。
バスの車両は天然ガスと並んでディーゼルエンジンのバスが使われており、アテネ都市圏ではトロリーバスも使われ運行会社の名称が呼ばれている。トロリーバスはアテネとピレウス地域でILPAPにより22の路線が1,137人のスタッフにより運行されている。全部で366台のトロリーバスの車両があり、これらは停電など何らかの不具合があった場合にはディーゼルエンジンで走行が可能である。
アテネには2箇所の長距離バスターミナルがある。ペロポネソス半島方面を中心にギリシャ全土への長距離バスが発着するキフィソウ通りバスターミナル（通称、ターミナル A）と、バルカン半島方面への短・中距離バスが発着するリオシオン＝バスターミナル（通称、ターミナル B）である。ターミナルAと市内中心部との交通機関は市内バス51系統であり、地下鉄2号線メタクスルギオ駅やオモニア駅付近との間を結んでいる。また、ターミナルBは地下鉄1号線アギオス・ニコラオス駅の500m北西にある。また、アテネ国際空港とターミナルAおよびBを結ぶ空港バスX93系統も運行されている。アルバニア、ブルガリア、マケドニア、ルーマニア方面へのバスがアテネから運行されている。地下鉄2号線メタクスルギオ駅とギリシャ国鉄アテネ駅を結ぶテオドリアス・ディミトリアス通り沿いに、国際バスを運行する民間会社のオフィスがある。バスはオフィス前あるいは会社が指定する乗降場所から出発する。

### アテネメトロ
アテネ地下鉄はギリシャではより一般的にはアッティカメトロ (ギリシア語: Αττικό Mετρό)として知られアテネ都市圏地域をカバーする公共交通機関として運行されている。大量輸送機関としての目的が主であるが、建設時に発見されたギリシャの遺跡も収容している。アテネメトロは387人のスタッフにより2つの路線が運行され、2号線が赤、3号線が青とそれぞれの路線は色で区別されている。最初の区間は2000年1月に運行が開始された。すべての区間が現在地下で、42編成252両の車両で全路線が運行され、1日あたりの旅客数は550,000人である。
- レッドライン（2号線）はアギオス・アントニオス（Άγιος Αντώνιος）からアギオス・ディミトリス（Άγιος Δημήτριος）までの営業距離11.6km[95]。現在、それぞれの方向に延伸工事中で西側はピレウス、南側は旧エリニコン国際空港、さらにエリニコンメトロポリタン公園まで。
- ブルーライン（3号線）は西郊のエガレオから中心部のモナスティラキ（Μοναστηράκι）とシンタグマ駅、北東部郊外のハランディのドゥキシス・プラケンティアス駅までの16kmをカバーし[95]、その後地上区間に入り郊外鉄道のインフラを利用しアテネ国際空港まで乗り入れている。これを含めると営業距離は39kmになる[95]。

#### 電鉄 (ISAP)

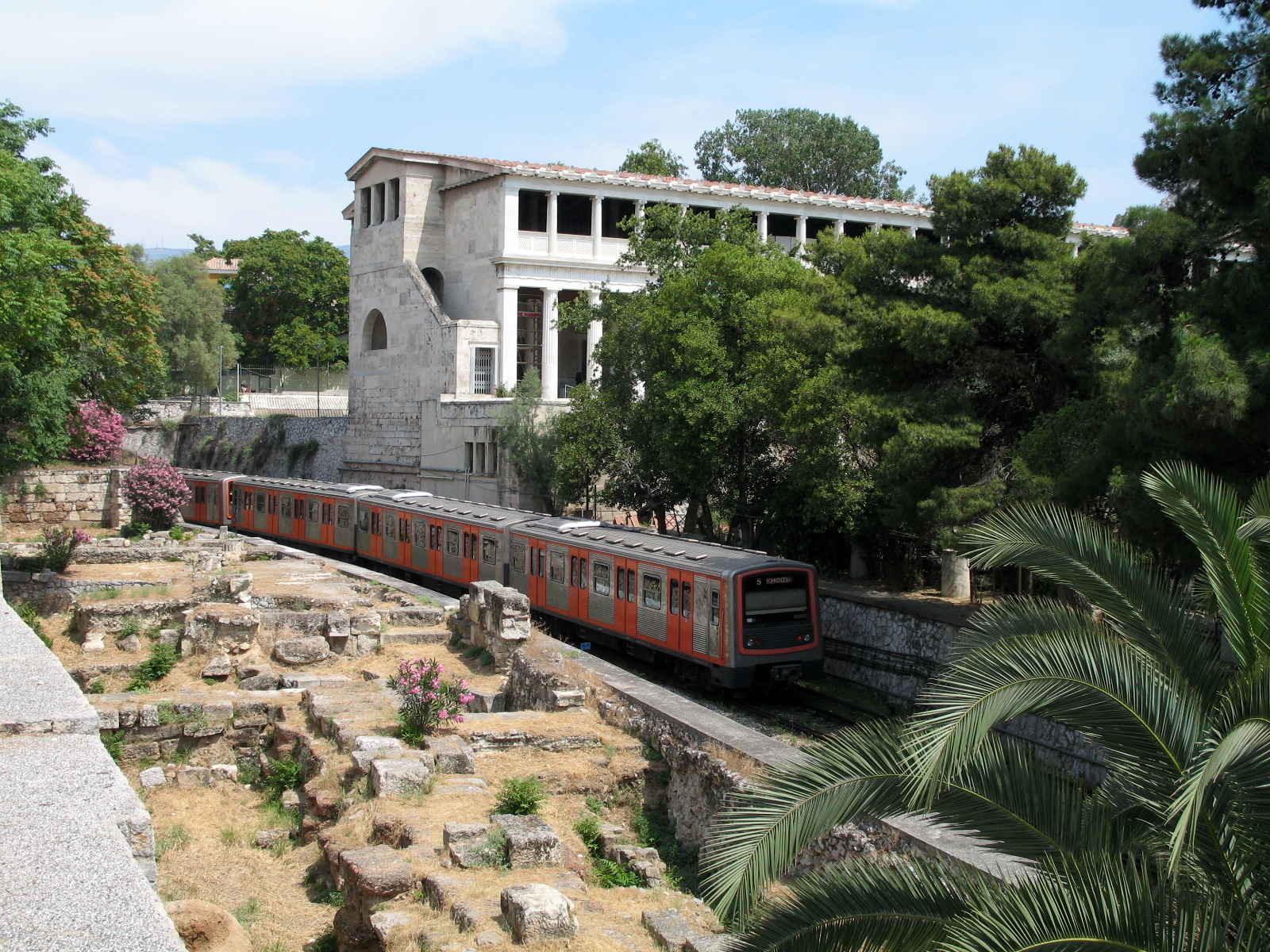
アテネ中心部のアッタロスの下を行くISAPの電車

アテネに地下鉄会社がなかった頃はISAP (ギリシア語: ΗΣΑΠ) が長年アテネの主要な都市圏鉄道の機能を担っていた。今日ではグリーンライン（1号線）と呼ばれアテネメトロの路線図に表示されるが、他の地下鉄路線と異なりISAPは大部分の区間が地上を走っている。この路線はピレウスからキフィシアまでの22駅 25.6kmの営業距離 を730人のスタッフと44編成243両の車両で運行している。1日あたりの旅客数は600,000人である。アテネメトロはISAPとアッティカメトロの異なった2社により運営されている。

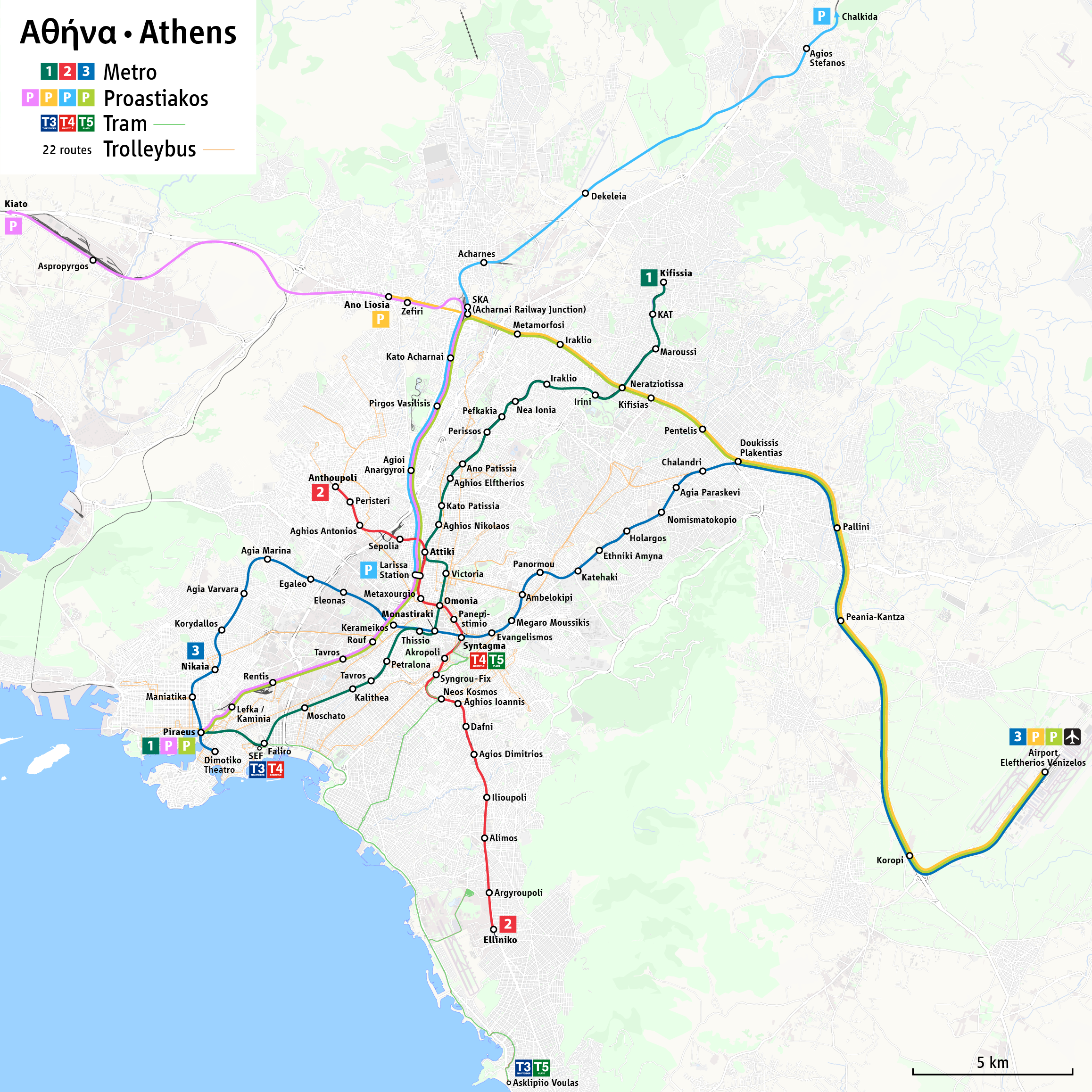
アテネメトロの路線網

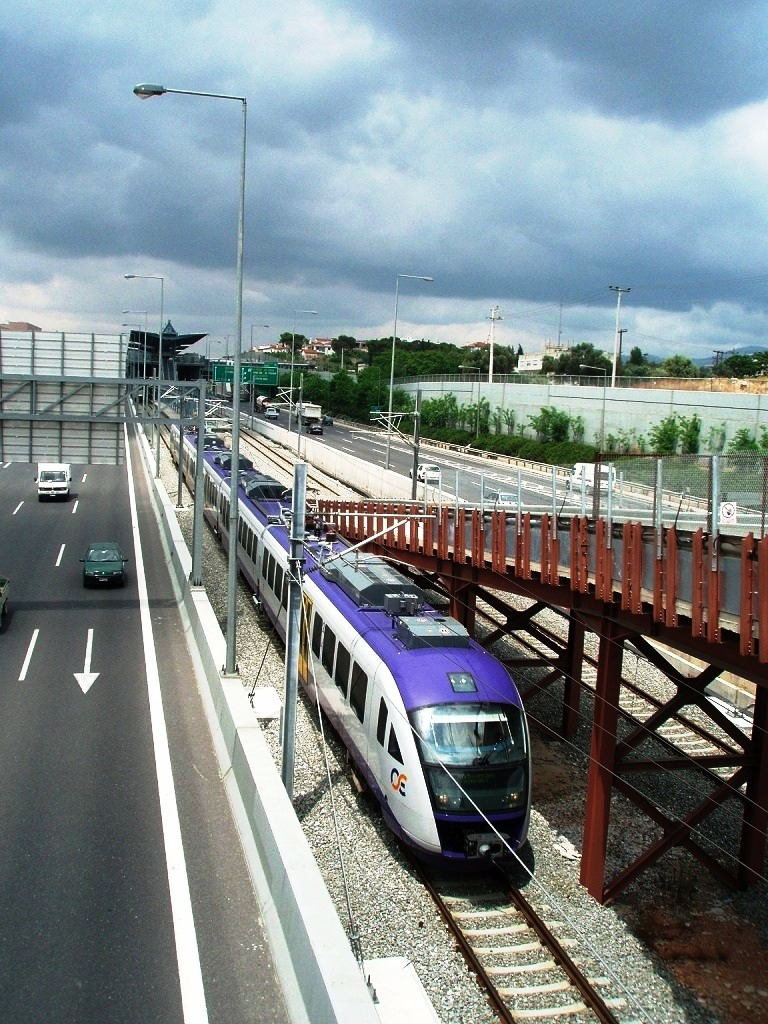
郊外鉄道

### 通勤・郊外鉄道 (プロアスティアコス)
アテネの通勤鉄道はプロアスティアコス（Προαστιακός）と呼ばれアテネ国際空港とコリントスの80kmとアテネの西からラリッサ駅を経由してピレウス港とを結ぶ。4つ目のアテネメトロの路線と見なされる時もある。現在のアテネ通勤鉄道の路線網は120kmで、2010年までに281kmまで路線が延伸されると予想されていた。

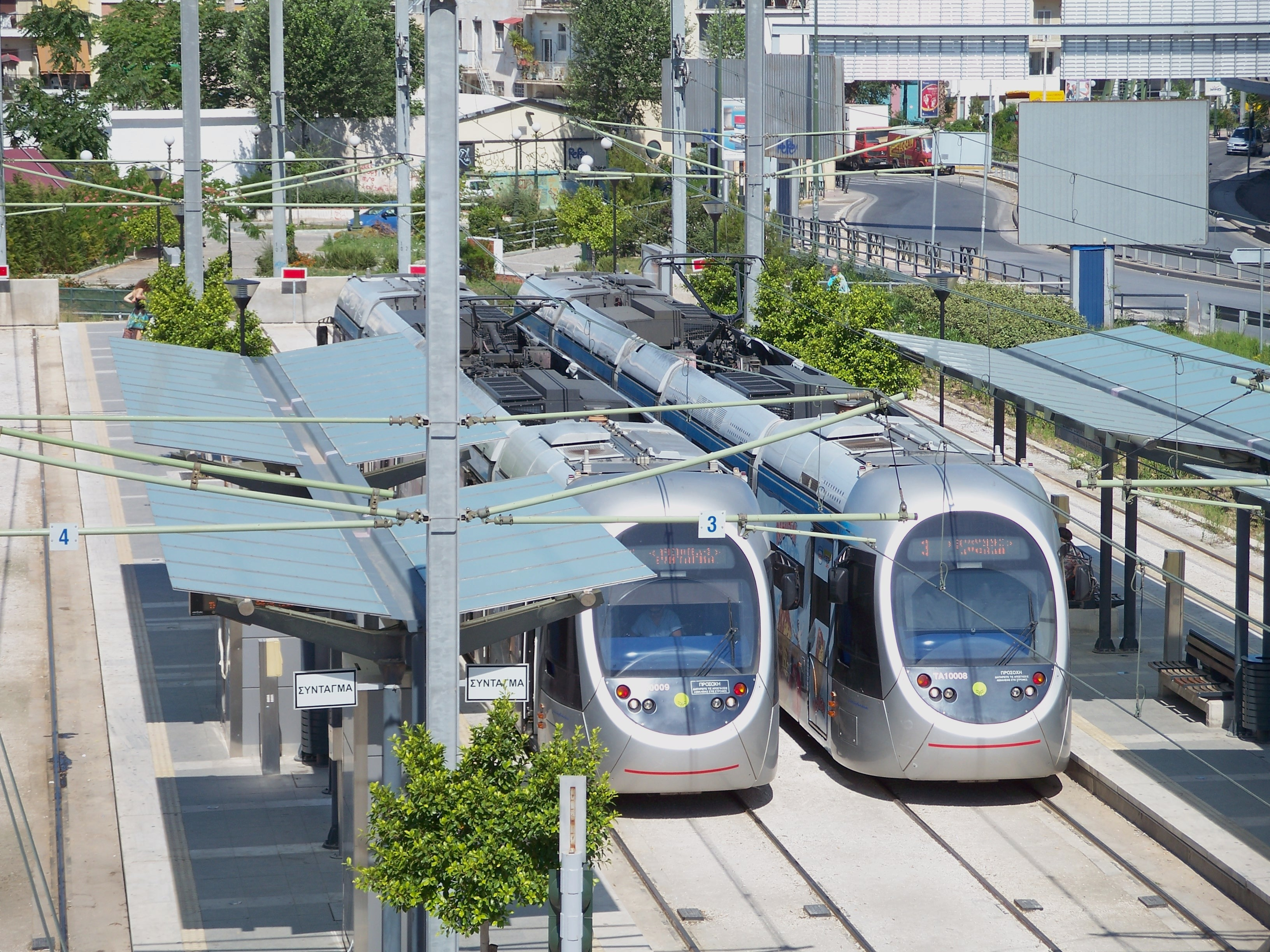
モダンなアテネトラムの車両と電停

### トラム
アテネトラム会社により35編成の車両と 48の駅、345人のスタッフによりトラム路線が運行されている。1日あたりの旅客数は65,000人である。トラムの路線網は27kmで10のアテネ郊外部をカバーしている。トラムの路線はシンタグマ広場から南西部郊外のパレオ・ファリオを結び二つの支線に別れ、一つはアテネの沿岸部を走り南郊のヴーラに達し、もう一方はピレウスのネオ・ファリオに達する。路線網の大部分はサロニクの沿岸部をカバーしている。さらにピレウス港まで延ばす計画もあり、12の新しい駅を含む5.4kmの路線延長計画がある。

### 鉄道・フェリー
アテネはギリシャ国鉄の輸送拠点で、ギリシャの主要都市の他、イスタンブールやソフィア、ブカレストなど国際的な連絡もあったが金融危機の影響により2011年以来休止されている。ピレウス港からはエーゲ海の島々とを結ぶ航路が就航し、夏には多くのフェリーが発着する他多くのクルーズ船もやって来る。

### その他の鉄道
リカヴィトスの丘には観光路線のリカヴィトス・ケーブルカーが運行されている。

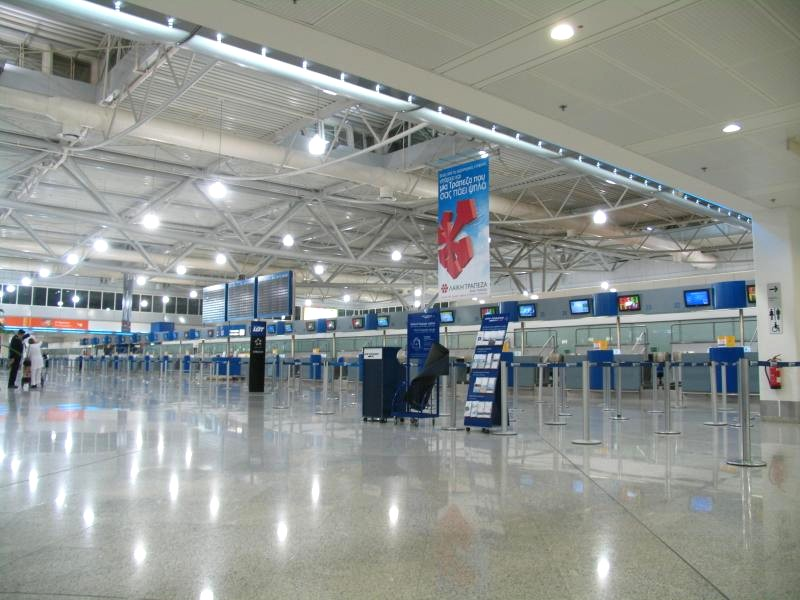
エレフテリオス・ ヴェニゼロス国際空港のチェックインエリア

### 空港
アテネには最高水準の空港であるアテネ国際空港（エレフテリオス・ ヴェニゼロス国際空港,AIA）がメッソギハ平原の東側でアテネから35km離れた郊外の町スパタにある。この空港は"European Airport of the Year 2004"を受賞しており、南東ヨーロッパのハブ空港として22億ユーロをかけ51ヶ月の工期で完成している。14,000人が空港のスタッフとして雇用されている。
空港にはアテネメトロ、郊外鉄道の他ピレウス港やアテネ中心部や郊外からは路線バスが乗り入れタクシーも利用できる。アテネ国際空港は1時間当たり65回の離着陸が出来、24の搭乗橋 と144のチェックインカウンターと15万m2のメインターミナル、7000m2の商業エリアを備え免税店や小さなミュージアムも備える。2007年には1,653万8,390人の旅客数があり前年の2006年より9.7%増加した。このうち、595万5,387人 は国内線利用者で1,058万3,003人は国際線の利用者であった。2007年には205,294回の離着陸回数があり、毎日562機が利用していた。2012年現在ではギリシャの経済危機の影響により旅客数は大きく落ち込んでいる。

### 幹線道路

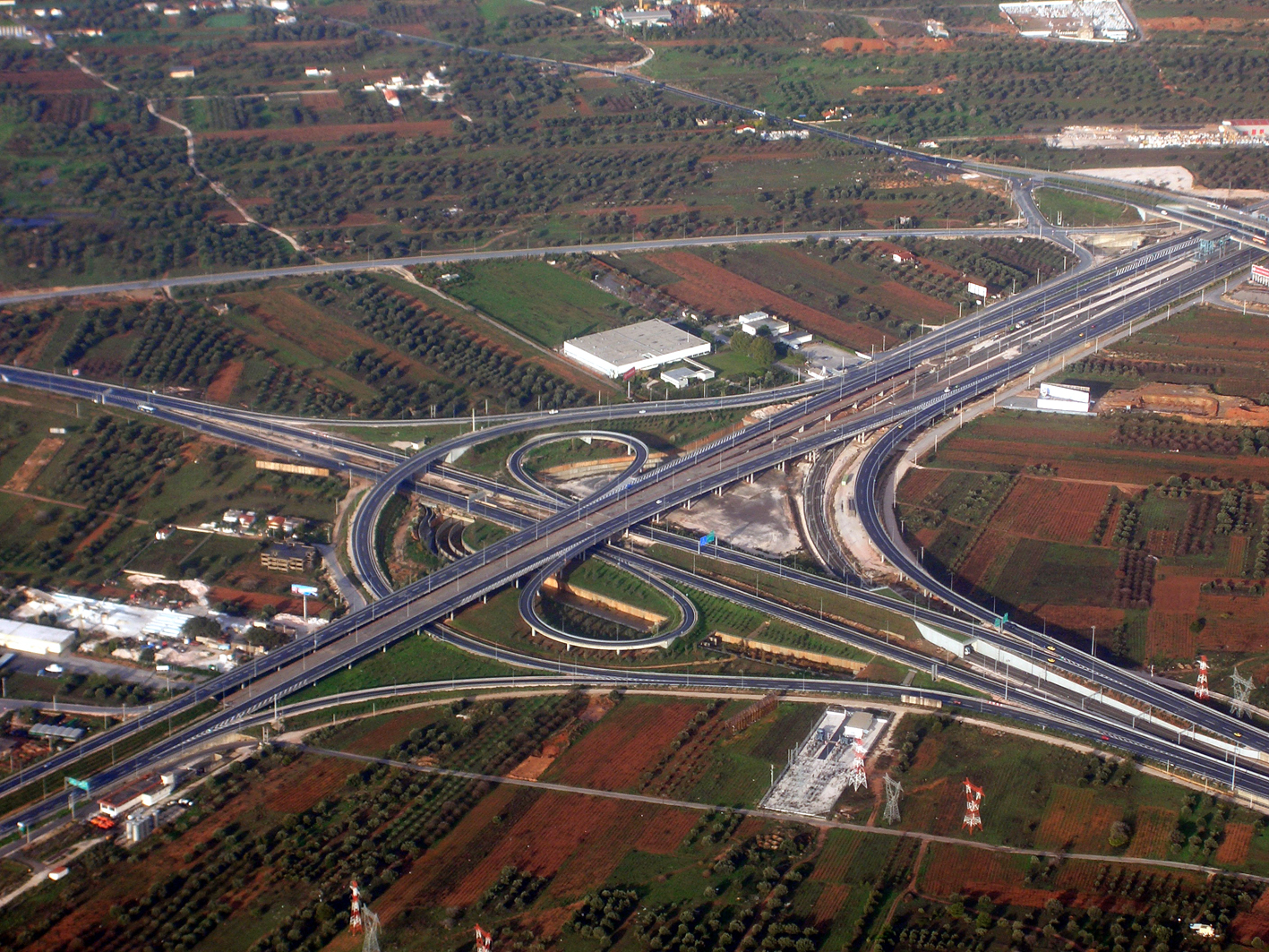
Attiki Odos のインター、空港入口

二つの主要な高速道路がアテネを起点としている。A1/E75号線はピレウスからアテネ都市圏を通り、ギリシャ第二の都市テッサロニキへ向かう。A8/E94は西側のパトラス方向に向かい国道のGR-8Aと統合されている。完成するまではGR-1やGR-8が多く使われていた。さらにアテネ首都圏では規格が良い 高速道路Attiki Odosが整備されている。主となる区間は西郊の産業地区エレウシスからアテネ国際空港まで二つの環状道路はアイガレオ環状道路（A65）とイメットゥス環状道路（A64）と名付けられ、それぞれアテネの西側と東側で供用されている。Attiki Odosの総延長は65kmで これはギリシャの都市圏高速道路では最大である。
- 高速道路:
  - A1/E75 N (ラミア, ラリサ, テッサロニキ, マケドニア共和国)
  - A8(GR-8A)/E94 W (エレウシス, コリントス, パトラス)
  - A6 W (エレウシス) E (アテネ国際空港)
- 国道
  - GR-1 Ν (ラミア, ラリサ, テッサロニキ)
  - GR-8 W (コリントス, パトラス)
  - GR-3 N (エレウシス, ラミア, ラリサ)

## 姉妹都市
アテネは以下の姉妹都市を有している：
| - アシガバート（トルクメニスタン） - アセンズ（アメリカ合衆国） - バルセロナ（スペイン）(1999) - 北京（中国）(2005) - ベイルート（レバノン） - ベツレヘム（パレスチナ）(1986) - ブカレスト（ルーマニア） - シカゴ（アメリカ合衆国）(1997) - クスコ（ペルー）(1991) - イスタンブール（トルコ） - キーウ（ウクライナ） - リュブリャナ（スロベニア） | - ロサンゼルス（アメリカ合衆国）(1984) - マドリード（スペイン） - モントリオール（カナダ） - モスクワ（ロシア） - ナポリ（イタリア） - ニコシア（キプロス）(1988) - ラバト（モロッコ） - ソウル（韓国）(2006) - ティラナ（アルバニア） - ワシントンD.C.（アメリカ合衆国）(2000) - エレバン（アルメニア）(1993) |

### 協力協定
また、以下の都市とは協力協定を結んでいる。
| - ベオグラード（セルビア）(1966) - ブエノスアイレス（アルゼンチン） - パリ（フランス）(2000) - サンティアゴ・デ・カリ（コロンビア） |